# SIG P226半自動手槍
SIG P226是一系列由德国槍械公司西格&紹爾所研製及生產的全尺寸軍用型半自動手槍，發射9×19毫米、.40 S&W、.357 SIG和.22 LR這四種口徑的手枪子彈。
它實質上使用了與SIG P220相同的基本設計，只是發展為使用更大容量的雙排交錯並列式彈匣所取代原來P220所使用的單排彈匣。而P226本身亦進一步地衍生出其緊湊衍生型，P228、P229和P224都是以雙排交錯並列式彈匣供彈的P226設計的緊湊型版本。SIG Sauer P226以及其衍生型目前都在世界各地由多個執法機關和軍事組織所採用。

## 歷史
SIG P226是SIG Sauer為了參與由美国陆军於1984年發表的XM9軍用手槍招標（參見「三軍聯合輕武器計劃」（簡稱：JSSAP）而設計的。在招標當中只有貝瑞塔92F和SIG P226能夠圓滿完成了試驗。根據來自GAO的報告，貝瑞塔能夠授予M9的合同的原因是貝瑞塔92F在破壞性測試之中具有更好的耐用性和較低的總承包價格。儘管每把P226手槍的成本較貝瑞塔92F少，SIG的組件當中包括彈匣及備用零件等的價格卻高於貝瑞塔92F。不過，隨後的美國海軍海豹部隊卻選擇採用P226手槍的衍生型：P226海軍型（英語：P226 Navy）作為制式手槍，雖然裝備多年都沒有正式名稱。2010年代，美國海軍使用的P226被格洛克19手槍所取代。
SIG雖是一家瑞士公司，但在瑞士法律嚴格限制槍械出口的情況下，SIG公司與德國槍械製造商（和最終所有者）JP西格&紹爾父子公司達成協議，以便將他們的產品由外地市場出口。對於美軍XM9測試，P226交由薩科防衞軍械（Saco Defense）公司進口。其後Interarms取得了其民用手槍的進口銷售權。SIG-Sauer最終在美國創立了瑞士軍工公司，直接負責他們的產品進口。SIG Holding AG公司在2000年將JP西格&紹爾父子公司出售給兩名德國商人。目前SIG Sauer的品牌名稱仍然被JP西格&紹爾父子有限公司所使用。
在2010年的SHOT Show之中，西格&紹爾推出了P226 E2增強人體工學型（英語：Enhanced Ergonomics）。

## 設計細節

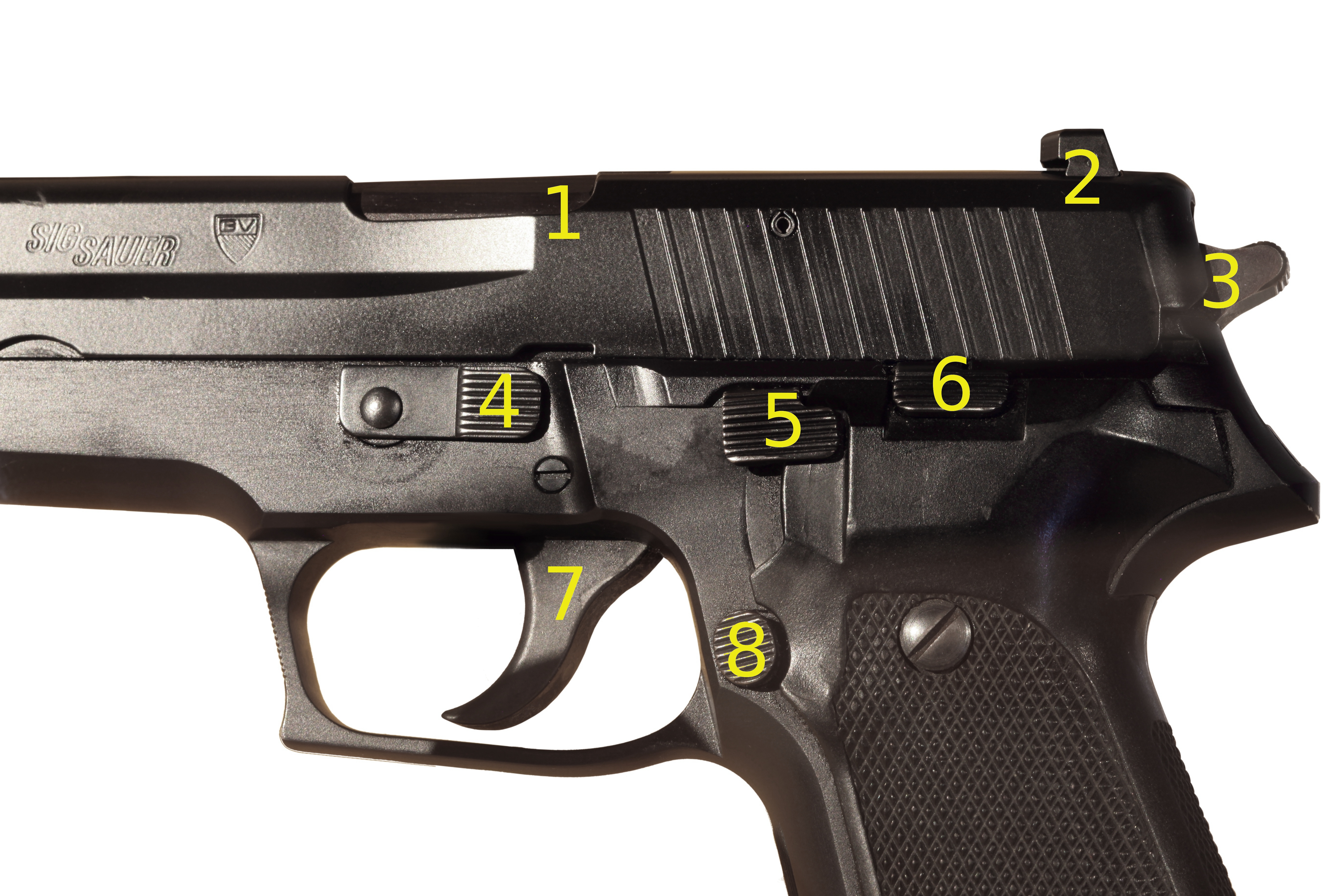
控件和部分的細節：1.拋殼口／鎖耳、2.照門、3.擊錘、4.分解桿、5.待擊解脫桿、6.套筒阻鐵、7.扳機，8.彈匣釋放按鈕。

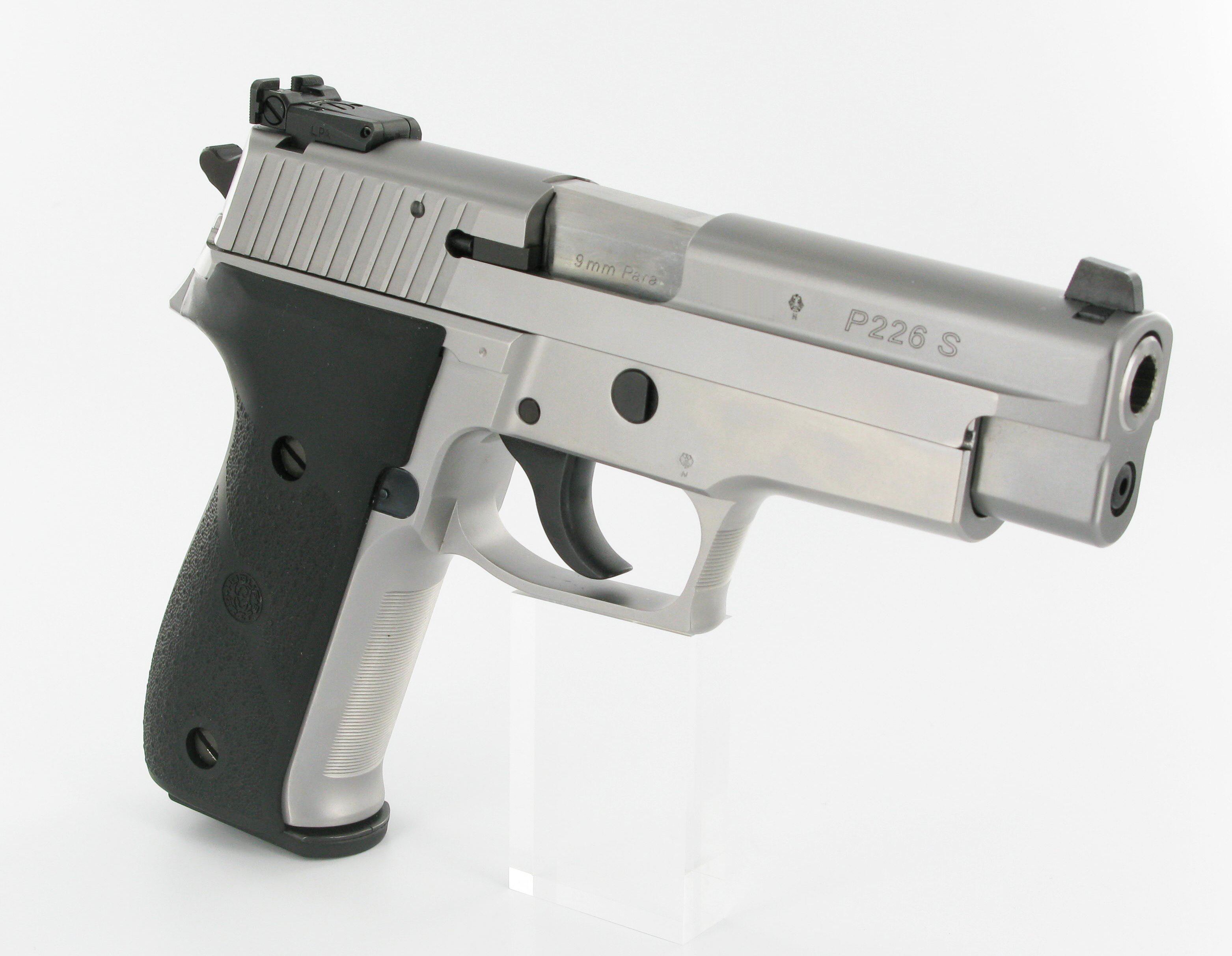
不鏽鋼型SIG P226。

P226與SIG經典手槍系列的其他成員一樣，採用了由約翰·白朗寧首創的後膛閉鎖槍管短行程後座作用模式以使全槍運作。在射擊時，套筒和槍管鎖在一起並且向後移動幾毫米，槍管會向後移直到後方的絞鏈時使後膛向下傾斜。這個時候，子彈已經離開槍管，而壓力亦已經下降到安全水平。在這種情況之下，套筒已完成向後行程，並以拋殼口退出彈殼。然後復進簧（又稱：反沖彈簧）會向前推動套筒，從彈匣上取出最頂部的一發並讓槍管後膛向上回複水平同時向前運動幾毫米，再將套筒和槍管一起閉鎖。
與其他白朗寧型武器（諸如柯爾特M1911A1，白朗寧大威力半自動手槍和CZ 75）以槍管和套筒之間的閉鎖鎖耳和凹槽的相互扣合以實現閉鎖相反的是，P226使用加大的槍管後膛節套在拋殼口內閉鎖使槍管和套筒得以閉鎖在一起。這個由SIG所發明的一個修改過的閉鎖系統與原來由白朗寧研製的閉鎖系統相比並沒有任何功能上的缺點，而且目前已經被眾多的槍械製造商所仿效。
1996年以前生產的P226套筒十分輕巧，其套筒原本是採用碳鋼材料打造，與P220一樣採用啞光處理的鈑金衝壓成形金屬件以焊接方式將其槍鼻部分與內部的槍管襯套結合一起。後膛閉鎖塊的部分是通過可在套筒兩面的任何一方看見的釬焊和彈性圓柱銷兩種機械方式加工插入連接到套筒。自1996年以後，生產模式已轉變為數控加工銑削，而套筒現在是由單塊式銑削不鏽鋼材料加上啞光處理製造。因此，目前的標準型P226為使用黑色陽極氧化處理的新型不鏽鋼套筒。這亦令P226可以使用一條更為堅固的套筒，這點在膛室裝填和需要承受火力和膛壓更為強大的.40 S&W和.357 SIG這兩種手槍子彈的時候是更為必要的，此外增加套筒的重量會降低後坐速度。但另一方面這也使套筒比過去的更為沉重，而且由於P226設計時並非為使用.40 S&W和.357 SIG這兩種手槍子彈，因此在發射這兩種手槍子彈時不論精度表現還是射擊感覺都不大理想。

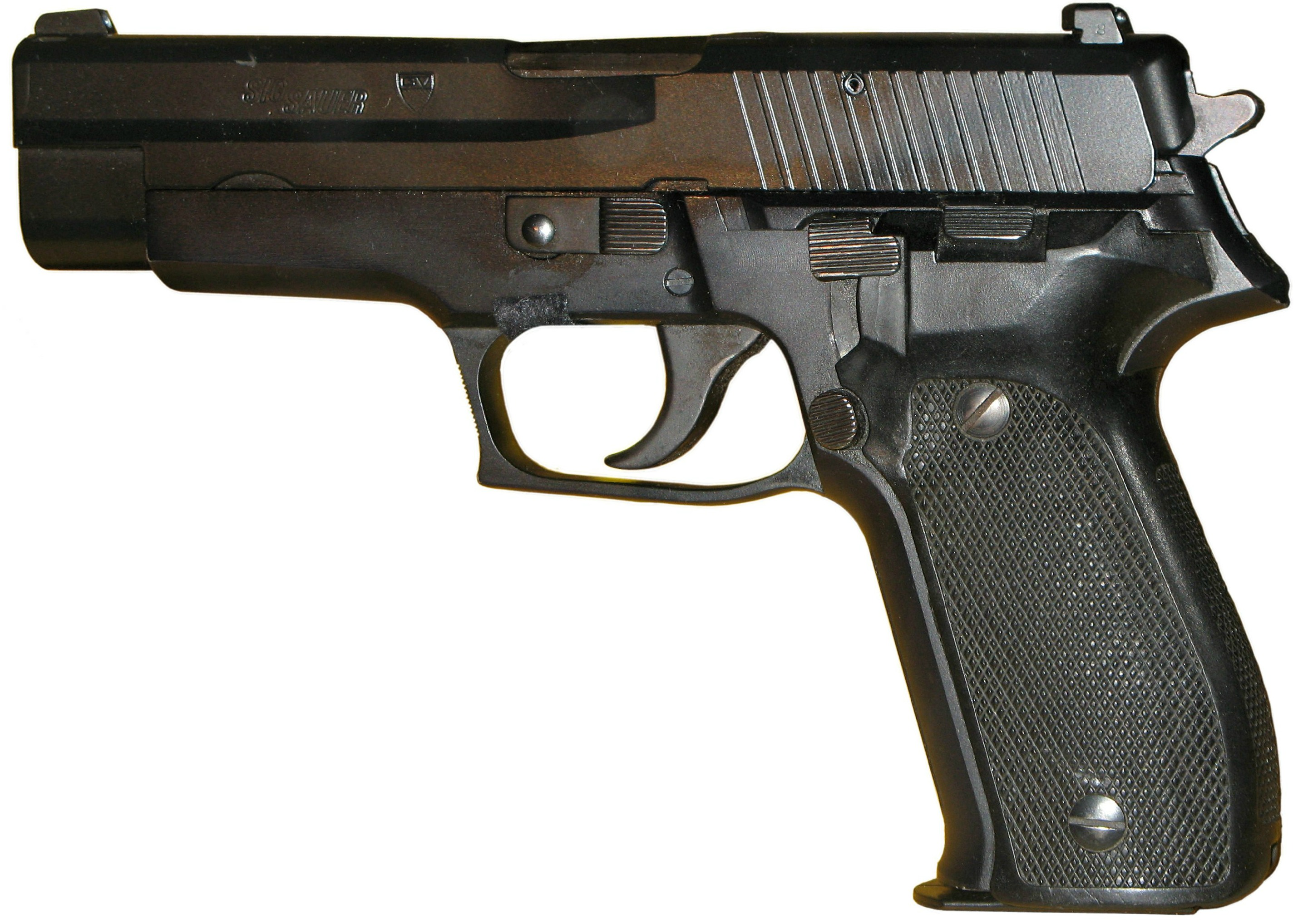
原西德型號的西格&紹爾P226。

P226所有型號的底把都是由硬質氧化鋁合金所製造。
標準型SIG P226在底把的左側和彈匣釋放按鈕的上方設有待擊解脫桿（英語：Decocking lever），其首次出現在第二次世界大战時期的绍尔38H上，它可以扳回外置式擊錘及扳機至雙動模式。在膛室裝彈或是發射子彈時，套筒會使擊錘自動地向後方扳下。在使用待擊解脫桿時，擊錘可以在不使用撞針保險直接向後方扳回原位至半待擊狀態，待擊解脫後的武器可有效減低走火的機會。此外，使用待擊解脫桿亦很像裝上了“防跌落保險”（英語：Drop Safety）。除非扣動扳機，否則撞針將不能撞上上膛的子彈底火。以扣動扳機的方式慢慢地扳回擊錘不會令武器具有“防跌落保險”，這是因為有相當的力道施加到擊錘的話就會有機會導致走火意外。只要手槍可以按正確方式待擊解脫，便可以安全地收藏於槍套內，亦可以在雙動操作模式下直接扣動扳機開槍。除了待擊解脫桿以外，SIG P226並沒有其他手動保險裝置。其雙動操作扳機扣力大約是44牛頓（10磅力）。在以待擊解脫狀態下的雙動模式開了第一槍後，隨後的射擊就會因半自動回膛機制自動轉為單動操作扳機，這時扳機扣力會減輕至約20牛頓（4.5磅力）。與其他單／雙動操作扳機（SA／DA）手槍，例如HK USP和貝瑞塔92F等一樣，使用P226時射手都需要一些時間進行訓練以盡量減少首發時的雙動操作模式射擊和之後的單動操作模式射擊之間的不同扳機扣力所造成的差異感。不過，其擊錘也可以由使用者以手動方式拉下以轉換至單動操作模式。
P226具有4種口徑，包括：.22 LR、9×19毫米、.40 S&W和.357 SIG。而.40 S&W與.357 SIG口徑之間的轉換十分簡單，只要直接更換槍管即可完成。通過使用Bar-STO精密機械公司生產的口徑轉換槍管，也能夠讓P229或P226在.40 S&W／.357 SIG與9×19毫米口徑之間進行轉換。其.40 S&W的型號附送的彈匣亦刻有.357 SIG的銘文，意味著亦可對應.357 SIG子彈，反之亦然。
由於西格&紹爾於2011年逐漸在所有版本的P226手槍上採用E2樣式的握把系統，這種類似的改進也被運用於緊湊型P229上。西格&紹爾也開始直接使用.357 SIG／.40 S&W口徑規格的底把尺寸作為他們原廠生產的9×19毫米口徑P226底把，可能是為了增加零件通用性。雖然生產商已經宣布，舊型號的彈匣仍然可以在新型號的底把上繼續使用，西格&紹爾仍然改良了新型P226的9×19毫米口徑原廠彈匣的設計，另一方面亦重新調整握把內彈匣插槽的大小，以對應重新設計後的底把。

## 生產
SIG Sauer P226同時在德国埃肯弗特的JP西格&紹爾父子公司和美国新罕布什尔州埃克塞特城的瑞士軍工公司（前稱SIGARMS公司）生產。
P226也被伊朗國防工業組織（英語：Defense Industries Organization，簡稱：DIO，簡稱：Sasadjah）所非法仿製，並命名為“ZOAF”。緬甸和中華人民共和國等國家也有非法仿製或山寨P226，並分別命名為MA-6及NP22。

## 衍生型

### P226導軌型
P226導軌型（英語：P226 Rail，簡稱：P226R）基本上與P226相同，只是前者在套筒下、底把扳機護環前方的防塵蓋整合了一條戰術燈安裝導軌，以安裝各種戰術燈、雷射瞄準器和其他戰術配件。P226R的導軌輪廓比MIL-STD-1913戰術導軌（又稱：皮卡汀尼導軌）更為圓潤，雖然仍然可以適配並且裝上大多數使用皮卡汀尼導軌的戰術配件，但並非全部都適用。P226R在P226 E2型投產前曾經一度成為了標準型P226。

### P226戰術型
P226R的衍生型，具有一根延長至127毫米（5英吋）的槍管，並把槍管前端延長的15毫米（0.59英吋）作為外露螺紋用以安裝消音器。其握把底部向前突出，故握持時更穩固。

### P226黑水型
西格&紹爾P226黑水型（英語：P226 Blackwater）是西格&紹爾在2007年與黑水訓練中心（現稱：美國訓練中心）一起合作設計，並在同年正式推出的一款面向特種部隊使用的大型手槍。它使用了SIGLITE夜間準星及照門、印有美國黑水（英語：Blackwater USA）標誌的套筒和特殊木製握把片、一條用以安裝各種戰術燈、雷射瞄準器和其他戰術配件的整合式MIL-STD-1913戰術導軌（又稱：皮卡汀尼導軌）、黑色陽極底把和具有Nitron塗層的不鏽鋼套筒。它只能發射9×19毫米手枪子彈，具備雙／單動操作（DA／SA）扳機。全槍連5個9毫米口徑的15發大容量彈匣一同出售。
P226黑水型在2009年停產，並且被P226黑水戰術型（英語：P226 Blackwater Tactical）所取代，後者是一款幾乎相同，只是將握把虎口處的外型改為向後伸展的“海狸尾部”式、改用大型握把側板和更大容量的9毫米口徑20發大容量彈匣的P226手槍。
黑水戰術型目前亦已經停產，並被P226 TACOPS型（英語：P226 Tactical Operations，意為：戰術行動）所取代。後者跟黑水戰術型在本質上是相同的武器，只是移除了不鏽鋼套筒的黑水標記和新增了.40 S&W、.357 SIG兩種口徑，彈匣容量為15發。在向歐洲市場供應的TACOPS型上，由於歐洲對放射性物質有明顯規則，其機械瞄具沒有安裝氚光管。當使用外露螺紋槍管時可安裝來自瑞士布鲁加-托梅專門為其製作或西格&紹爾自行開發的消音器。

### P226海軍型

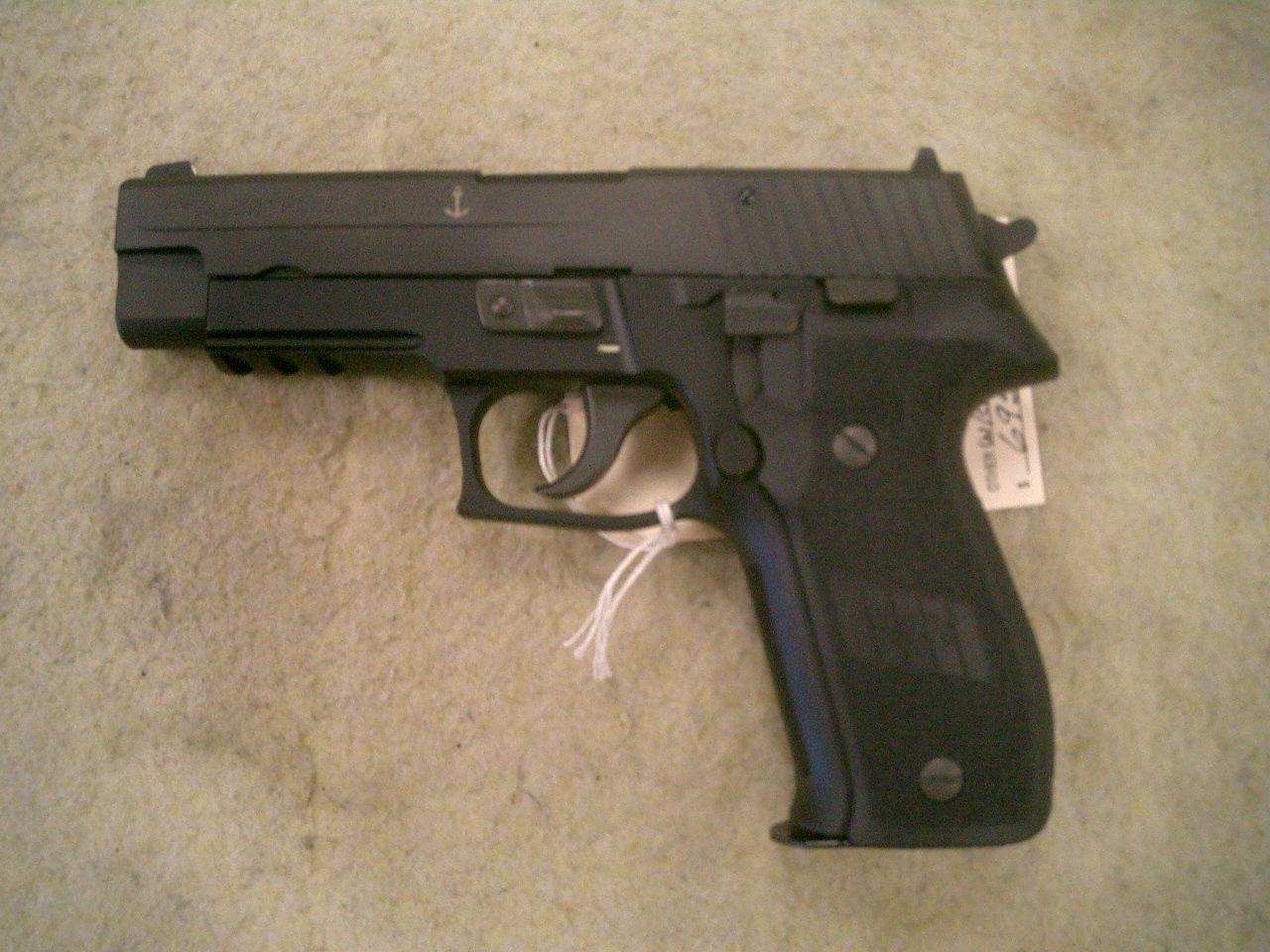
西格&紹爾P226海軍型。

儘管SIG P226在「聯合輕武器計劃」（簡稱：JSSAP）當中的XM9軍用手槍試驗上因全槍價格（包括手槍、其彈匣、其備用零件等）高於貝瑞塔92F而導致競標失敗，隨後的美國海軍海豹部隊卻在1980年代採用了SIG P226的衍生型：P226海軍型（英語：P226 Navy）作為制式手槍。這些美國海軍型P226已於2010年代被格洛克19手槍所取代。
第一批向公眾發售的美国海軍特種作戰（簡稱：NSWC）軍規的P226手槍命名為為海軍特種作戰紀念版，並在2004年年初正式推出。SIG P226-9海軍型（英語：SIG P226-9-NAVY）是美國瑞士軍工分公司向海豹部隊供應的型號，主要特點包括使用經過特殊的耐腐蝕性磷酸鹽處理的內部零件、對比度機械瞄具以及刻有一個锚型圖案的不鏽鋼套筒，以表示其為海軍特種作戰手槍。西格輕武器公司每出售一把海軍特種作戰紀念版系列手槍，就會向特種作戰勇士基金會（簡稱：SOWF）捐贈100,000美金，用於向美軍陣亡者家庭捐款。生產序列號為NSW0001的海軍特種作戰紀念版系列手槍在企業聯合組織的勞拉·英格拉哈姆電台節目上的現場拍賣會中出售並賺取了額外的25,000美金。後來生產的商業版本還包括對應戰術附件的通用滑軌，同時保留了錨點和磷化內部組件，但取消了夜間機械瞄具。

### P226 Mk 25

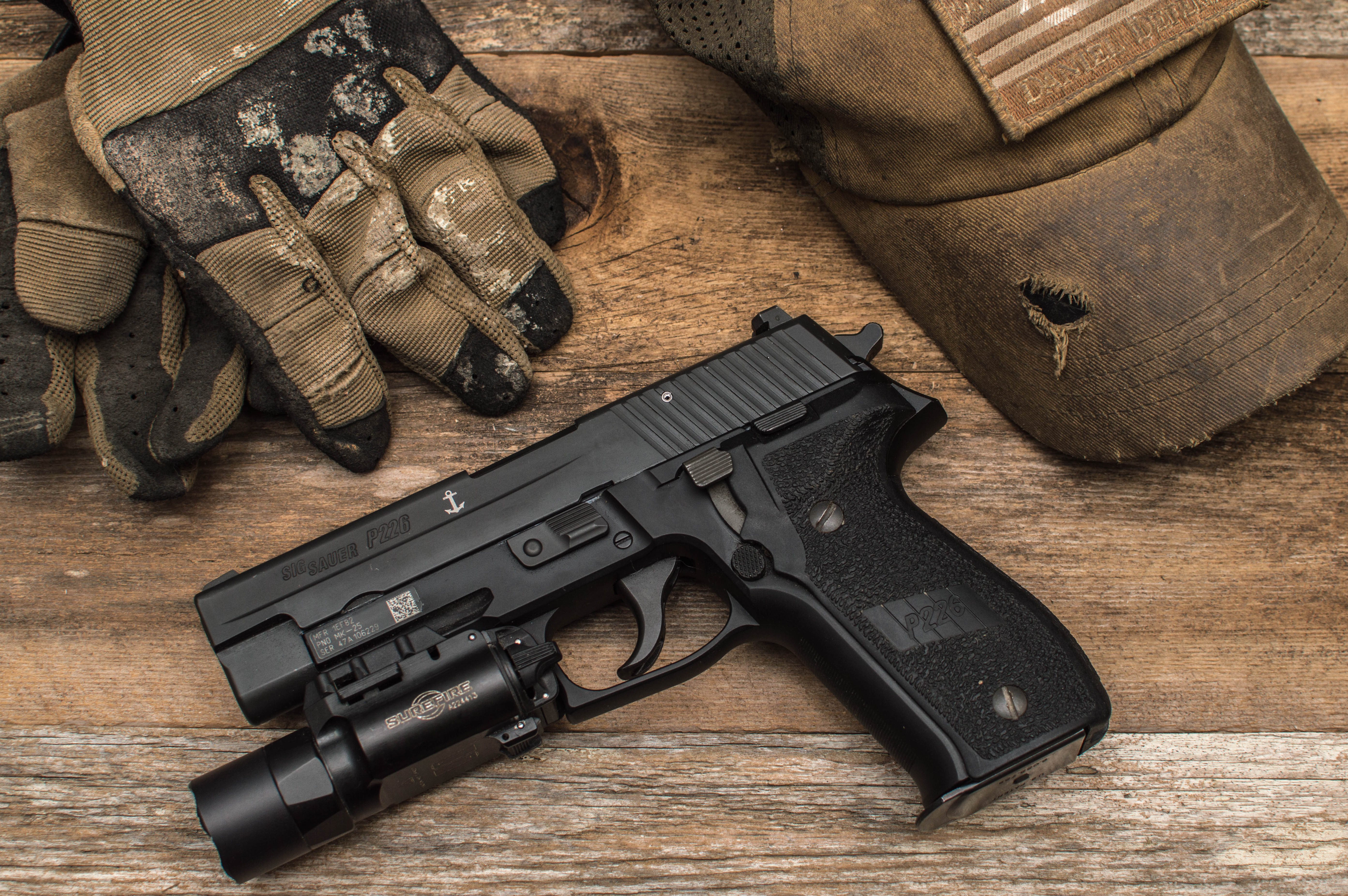
具有UID識別標籤、銀色錨型圖案和在皮卡汀尼導軌上安裝了SureFire X300超輕型武器戰術燈的西格&紹爾P226 Mk 25。

西格&紹爾P226 Mk 25在2011年正式推出，為美國海軍對P226的正式命名，並且在其後被SIG在已登廣告上宣傳與美国海軍海豹部隊所使用的槍械完全相同。
為了方便與其他的P226衍生型產品識別，其特色包括手槍套筒左側的锚型圖案和右側的UID識別標籤。尤其是具有UID識別標籤的重要目的就是為了與曾經上市但是已經被列為停產的SIG P226衍生型產品，P226海軍型（產品編號：E26R-9-NSWG）作出區別。Mk 25手槍的其它特徵還包括在手槍的所有內部控件都塗上了防腐蝕塗料，並使用了SIGLITE夜間機械瞄具。

### P226 SCT型
西格&紹爾P226 SCT型（意為：超大容量戰術型）是一款全黑色Nitron表面處理的P226衍生型，它具有位於套筒前面的多條鋸齒狀突起的防滑紋、戰術配件導軌、SIGLITE夜間照門、TRUGLO氚光光纖準星和4個新設計的9毫米口徑20發大容量彈匣或4個.40 S&W口徑15發大容量彈匣。P226 SCT型目前已經停止生產。

### P226春分型

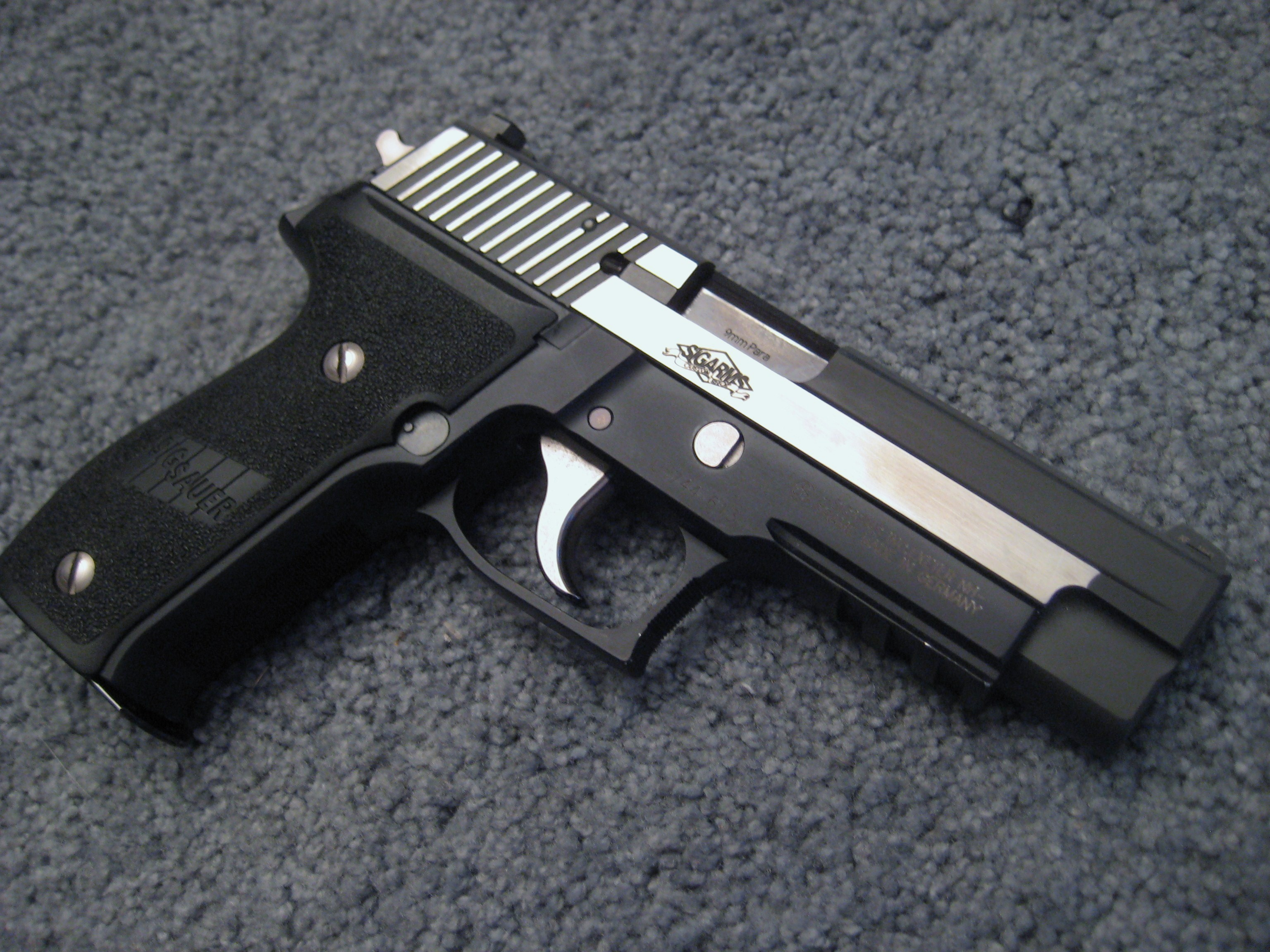
西格&紹爾P226春分型。

西格&紹爾P226春分型發射.40 S&W手枪子彈並且具有使用雙色調的設計。其設計通過刷子將套筒表面拋光處理和槍口內部的控件鍍镍實現。P226春分型具有SIGLITE夜間照門、TRUGLO氚光光纖準星、SIG戰術配件導軌和灰色層壓木製握把片。

### P226極限型
西格&紹爾P226極限型採用獨特的黑色和灰色型霍格（英語：Hogue）食人魚握把和SIGLITE夜間照門，其單／雙動操作扳機版本具有快速復位扳機（英語：Short Reset Trigger，簡稱：SRT）系統。

### P226 ST型
SIG Sauer P226 ST型是限量生產的全不鏽鋼型SIG P226。它比標準型P226沉重，因為其底把的材料以不鏽鋼取代了铝。彈匣的重量高達1,196克（42.19盎司），比964克（34盎司）標準型鋁製底把版本彈匣增加232克（8.18盎司）。據稱以全不銹鋼底把增加手槍重量是為了增加全槍可以減輕後座力的能力和加快每次射擊之間使用者返回瞄準的速度，令它可以用作一款國際實用射擊競賽參與者的手槍。P226不銹鋼型裝有一根烤藍槍管和整合了MIL-STD-1913戰術導軌（又稱：皮卡汀尼導軌），其底把在德國製造。原型槍首度於2004年進行了測試，其產量亦非常有限。P226 ST型目前已經停止生產。

### P226 S運動儲備型
P226運動儲備型為2002—2004年間於德國限量生產的型號，具有全不銹鋼結構與強化底把防塵蓋、4.4英寸不銹鋼防撞槍管、延長型控件，並預設附有霍格（英語：Hogue）握把和LPA目標型瞄準具。該槍亦是Mastershop X槍族的前身。

### P226R HSP型
西格&紹爾P226國土安全手槍（英語：Homeland Security Pistols，簡稱：HSP）在2005年9月11日發售，與SIG為美國國土安全部所生產的型號相同。這些限量生產的1,000把P226R HSP手槍刻有美国国旗和“國土安全X”（X爲1,000以內的序號）。此外，就像那些被運到國土安全部使用的型號般，每把手槍都是.40 S&W口徑並且刻有序號條碼。HSP型還設有新型DAK扳機，裝上SIGLITE夜間機械瞄具並且具有Nitron塗層表面處理的不鏽鋼套筒和整合了戰術配件導軌的輕量化合金底把。
與這型號一同推出的P229R HSP型亦具有與上述相同的特色。

### P226 X-Five型

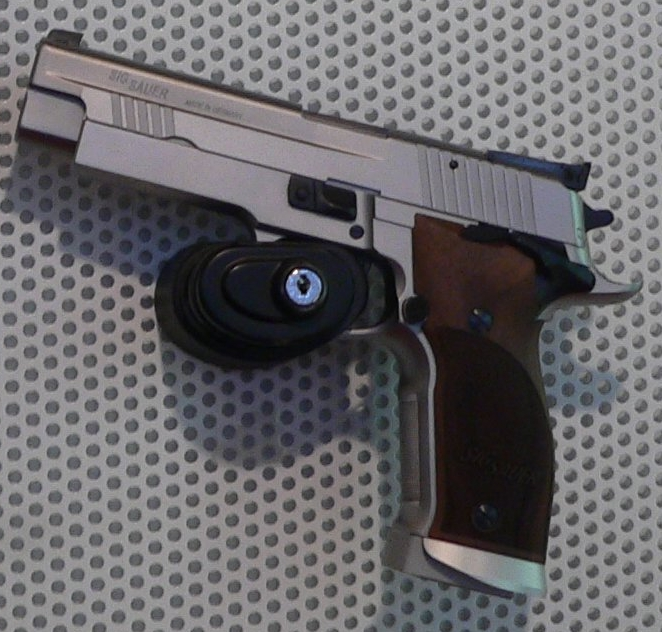
西格&紹爾P226 X-Five IPSC型。

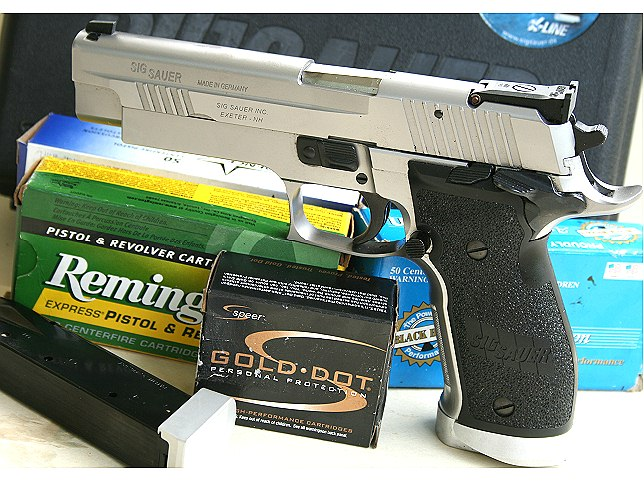
德國的P226 X-Five。

西格&紹爾P226 X-Five型是P226的一種只適用於比賽的衍生型號，具有一根延長至127毫米（5英吋）的套筒和槍管，河狸尾狀握把，前後都留有多條鋸齒狀突起防滑紋的套筒和可調節式照門。為了符合國際實用射擊聯合會的WA1500，靶心射擊和其他中央式底火子彈手槍射擊比賽的規定，P226 X-Five型是在德国境內手工生產和組裝，而結果是其相應而可與SIG P210相媲美的高精度。該系列有9×19毫米和.40 S&W兩種口徑可供選擇，在美國更有五種型號可向客戶提供：
- “競賽”（Competition）型號：具有純單動操作扳機，可左右兩手靈巧操作的拇指操作式手動保險，喇叭狀擴口處理的彈匣插槽，和大容量彈匣（9毫米口徑為19發，.40 S&W則為14發）。[25]
- “等級1”（Level-1）型號：增加了一個特殊的可調節式單動操作扳機和Nill木製運動手槍握把片。
- “輕量級”（Lightweight）型號：與“等級1”型號類似，但改用了合金底把以取代不鏽鋼底把（美國型號只有9毫米口徑）。
- “全能化”（Allround）型號：具有單／雙動操作（SA／DA）扳機，待擊解脫桿（英語：Decocking lever）和一個精心設計的標準型彈匣插槽以適配P226彈匣。[24]
- “戰術”（Tactical）型號：具有黑色Ilaflon表面處理，整合了SIG戰術燈安裝導軌的重型合金底把，和固定的對比度或氚光夜間機械瞄具。有純單動操作或單／雙動操作兩種扳機配置可選（美國型號只有9毫米口徑，但德國型號可選擇.40 S&W口徑型號）[26]
- “挪威”（Norway）型號：這是為挪威特種部隊而生產的限量版型號，並配備完全由不銹鋼製造並塗上PVC塗層的套筒及底把。這個型號大約只有16把出口美國，令它們在美國極為稀缺而且難求。

所有SIG P226 X-Five型號在出廠前都必須經過要在25公尺（27.34码）以內5發子彈的彈著分佈範圍要少於50毫米（1.97英吋）的原廠測試。

### P226 X-Six型
西格&紹爾P226 X-Six型是由SIG的運動槍械生產線下設計、製造和銷售的高精確手槍。X-Six型具有延長的套筒和底把，以適應一根延長至152毫米（6英吋）的槍管，可左右兩手靈巧操作的拇指操作式手動保險和一個可以調節扣力、行程和停止位置的扳機。為了進一步提高X-Six型在運動用途上的用途，這款手槍作為標準瞄具的低位置可調節瞄準具、切入底把的握把手指凹槽、輕型彈匣延長底座和Nill木製運動手槍握把片。
- P226 X-Six型還提供了鋁合金製底把的戰術型型號。這種型號被命名為P226 X-Six AL型，基本上就是以鋁合金製底把取代钢製底把，並使其重量減輕至只有1,070克（37.74盎司）。

### P226 X系列
X系列是西格&紹爾於2013年推出的高端手槍系列。這是對西格&紹爾競賽型號的重新設計及擴展型，包括全新的X短型（槍管長度堪比標準型P226），以及X-Five型和X-Six型兩者的更新版本。這三種型號的槍管長度都具有經典型、比賽型和超級比賽型的配置可供選擇。此外，還有一些專業化型號，只配備一種或兩種槍管長度可供選擇。該生產線設有很大的零部件互換性，並有著廣泛的配置。例如，瞄準具可以通過迅速鬆開螺絲和一些夾片來取代。X系列還在套筒座下方設有一條用以安裝各種戰術燈、雷射瞄準器和其他戰術配件的軍用標準型整合式MIL-STD-1913戰術導軌（又稱：皮卡汀尼導軌）。
- “經典”（Classic）型號：最接近舊式X-Five型和X-Six型的型號。該型號具有優質胡桃木握把片、縮短型彈匣釋放按鈕、完全可調節的純單動操作扳機系統和微米瞄準具。[43]
- “比賽”（Match）型號：為體育特色型號。該型號具有黑色層壓木握把片、延長型彈匣釋放按鈕、鏤空擊錘、完全鏤空的純單動操作扳機和可調節的微米瞄準具。[44]
- “超級比賽”（Supermatch）型號：為X系列的首席競賽型號。該型號具有G10握把片、運動型彈匣釋放按鈕、鏤空擊錘、完全可調節的純單動操作直拉式比賽扳機系統和體育型分解桿。[45]
- “全能化”（Allround）型號：最接近建基於P226的範圍內的型號。該型號以X-Five型為藍本，具有單／雙動操作（SA／DA）扳機組件，並配備普通的西格&紹爾待擊解脫桿（英語：Decocking lever）和內置式保險裝置。除作其他用途外，該手槍旨在符合實戰射擊（英语：International Practical Shooting Confederation）（IPSC）生產部門的要求。[46][47]
- “SO系列”（SO Series）型號：為X系列適用於制式手槍競賽型號。它具有兩種衍生型，其中的區別在於底把材料。SO型具有鋼製底把，而AL SO SAO則具有鋁製底把。這兩種版本都配備了固定瞄準具（在轉接板上）、不可調節的純單動操作扳機、縮短型彈匣釋放按鈕和聚合物握把片。[48]
- “X-Press”型號：為X系列的X-Five型化型號，隨時接受特定用戶所希望的定製化升級。[49]

此外，西格&紹爾大師工場都具有三種以超級比賽型號為藍本的型號可供更專業化的競賽高手使用。X-Five開放型旨在供應於實戰射擊公開組使用，而X-Six PPC型和X-Six PPC開放型則旨在於PPC 1500競賽組使用。

### P226金剛石板型
西格&紹爾P226金剛石板型具有AA型銀色不鏽鋼套筒，並且在銀色不鏽鋼上雕刻有標準的金剛石板防滑紋。另外還裝上SIGLITE夜間機械瞄具和鋁合金握把。

### P226精英型

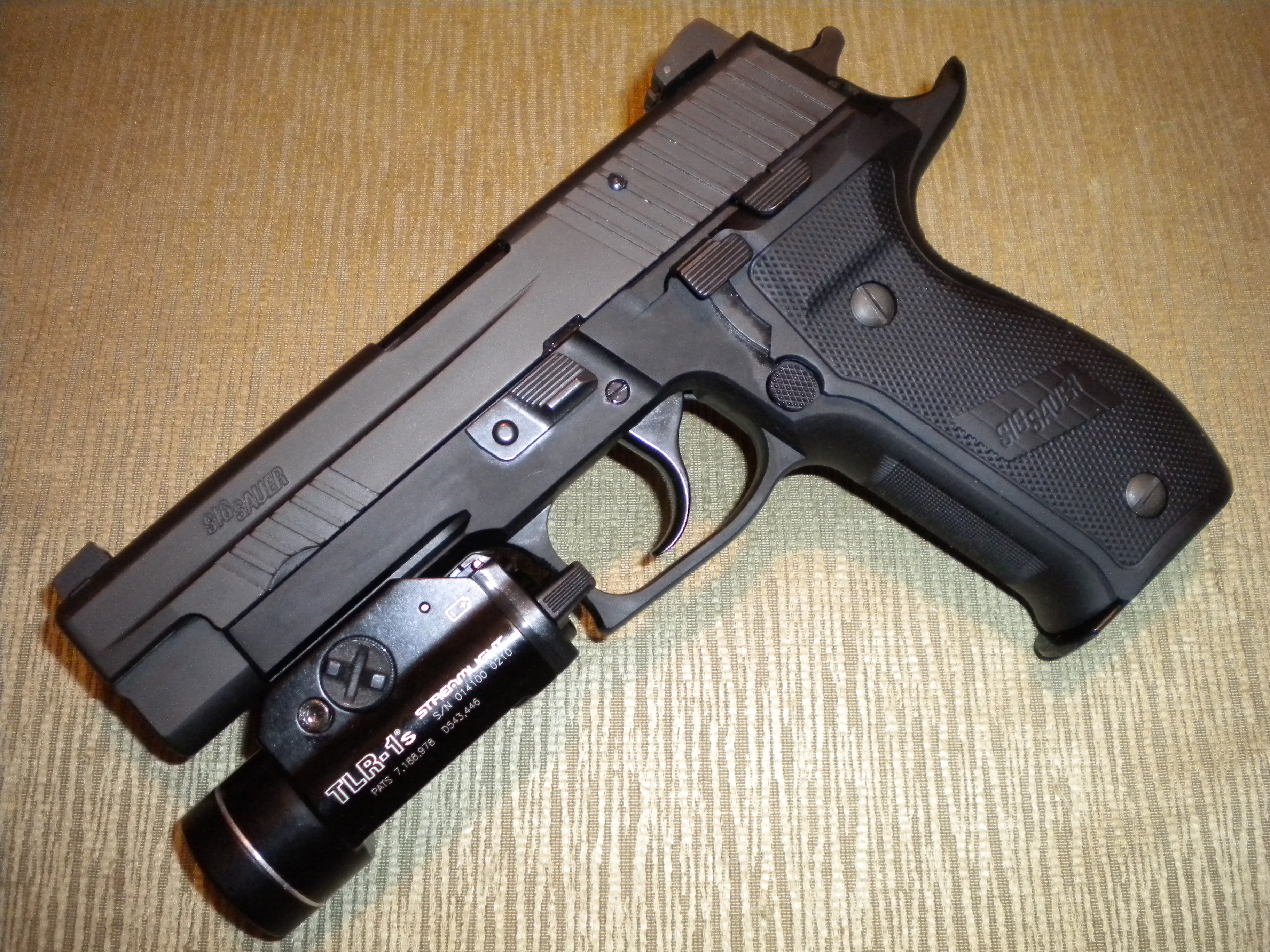
裝上Streamlight TLR-1s武器戰術燈的黑色槍身西格&紹爾P226精英型。注意其延長的河狸尾狀握把。

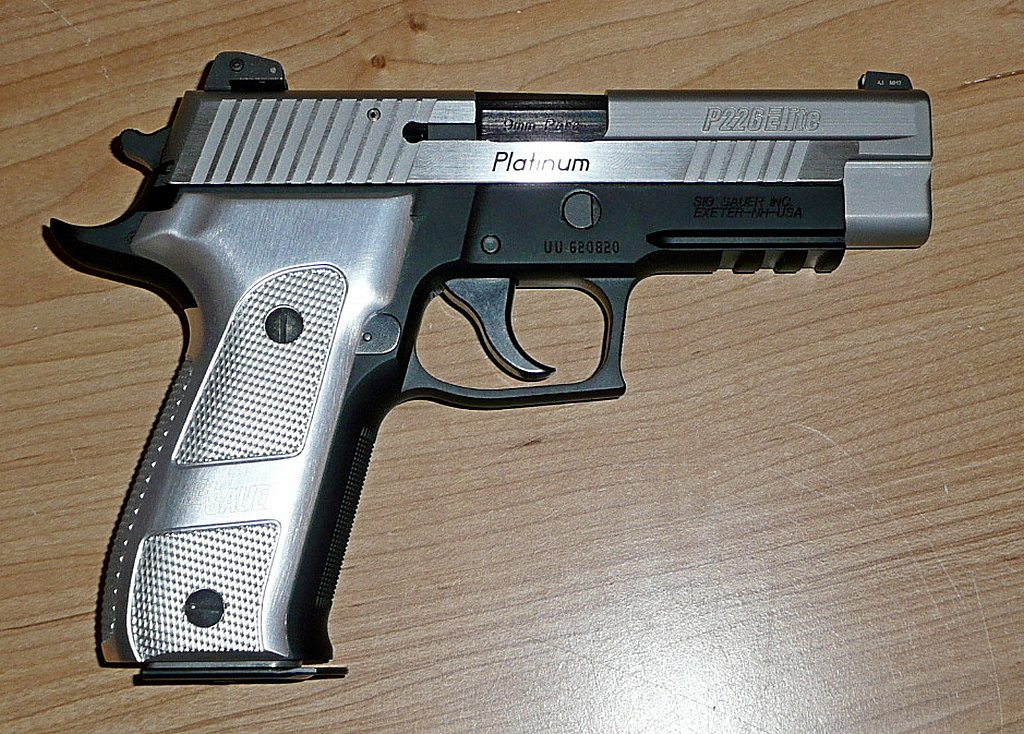
西格&紹爾P226精英白金型9毫米手槍。

西格&紹爾P226精英型具有進一步提升人體工學的延長河狸尾狀握把、套筒前面的多條鋸齒狀突起的防滑紋、握把前端具有的帶型格子花紋、特製木製握把片、可調節式戰鬥用途夜間機械瞄具和快速復位扳機（英語：Short Reset Trigger，簡稱：SRT）。SIG的工程師所設計的快速復位扳機在保證與SIG單／雙動操作（SA／DA）扳機相同程度的保險和動作以下使扳機復位速度縮短60℅，這樣可使高速連續射擊的時候扳機復位速度得以加快。黑色槍身精英型更使用霍格（英語：Hogue）式鋁合金握把以取代木材。白金槍身精英型也裝有鋁合金握把。P226精英型有9×19毫米、.357 SIG和.40 S&W三種口徑。

### P226戰鬥型
就像SIG P220手槍推出了其戰鬥型那樣，SIG Sauer P226也同樣有兩種戰鬥型型號，分別是P226戰鬥型和P226戰鬥型TB（螺紋槍管），和使用單／雙動操作（SA／DA）扳機。與其他型號的顯著差異，就是它與戰鬥手槍計劃的競標手槍一樣，使用了卡其色的槍身。P226戰鬥型具有夜間機械瞄具、Nitron表面處理的黑色套筒和槍管、前滑套鋸齒、套筒前面的多條鋸齒狀突起的防滑紋、一條用以安裝各種戰術燈、雷射瞄準器和其他戰術配件的軍用標準型整合式MIL-STD-1913戰術導軌（又稱：皮卡汀尼導軌）以及經過磷酸鹽塗層處理的內部零件。TB型號具有一根延長至127毫米（5）的槍管，並把槍管前端延長的15毫米（0.59英吋）加上外露螺紋用以安裝消聲器。

### P226蝎子型
就像SIG P220手槍推出了其蝎子型那樣，西格&紹爾P226同樣有兩種蝎子型型號，分別是P226蝎子型和P226蝎子型TB（螺紋槍管），它們都具備單／雙動操作（SA／DA）扳機。P226蝎子型與P226戰鬥型基本上是相同的，其差異是蝎子型使用了完全的卡其色的底把、套筒以及霍格（英語：Hogue）極限型G-10握把。同樣地，TB型號具有一根延長至127毫米（5英吋）的槍管和把槍管前端延長的15毫米（0.59英吋）加上外露螺紋用以安裝消聲器。

### P226 E2型

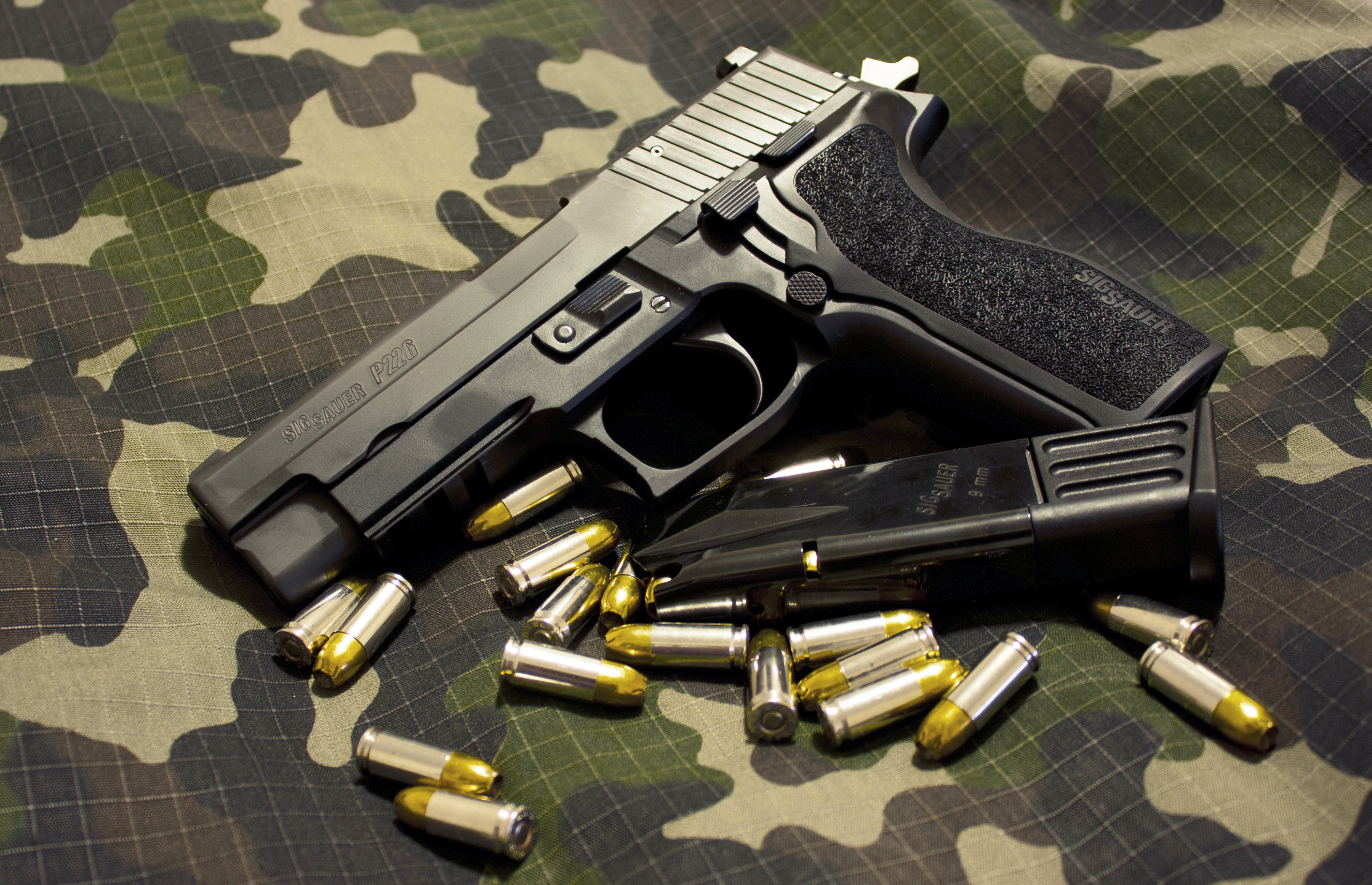
西格&紹爾P226 E2型。注意圖中的彈匣容量限制在10發。

西格&紹爾P226 E2型在2010年的SHOT Show（美國著名槍展）上首次亮相，在當時對於P226系列而言是一個重大的更新。“E2”（英文發音：E-squared，意為：E-平方），另一方面又稱為“增強人體工學型”。由此可見，新型E2系列手槍主要是對原先的手槍進行了更加人性化的改進設計。
P226 E2是西格&紹爾重新設計底把，試圖把大型底把的P226手槍變成對有著中小型手掌的用戶時都能夠符合人體工學的手槍。
P226 E2的內部結構與其原型槍相同，採用改進的白朗寧槍管擺動式閉鎖方式和槍管短行程後座作用自動方式，擊發機構為傳統的單／雙動操作扳機（SA／DA）。

#### 套筒
起初西格手槍的套筒採用整塊鋼材衝壓製造，隨後改為整塊不鏽鋼機加工製造，套筒變得非常堅固。同樣，P226 E2手槍的套筒也採用整塊不銹鋼機加工製造而成，並且套筒表面採用硝酸鹽處理，使套筒擁有耐腐蝕性。套筒頂部是SIG LITE三點式機械瞄具，其上有氚光管，便於暗夜使用。套筒尾部均帶有傳統的防滑紋。P226 E2手槍套筒右側帶有一個非常明顯的標誌，就是“E2”。

#### 抽殼鈎
西格P系列手槍最初的抽殼鈎是內置式設計，位於套筒內部。後期改為外露式，位於套筒外部，並利用外置抽殼鈎兼做上膛指示器。而這次推出的E2手槍的外露式抽殼鈎格外大，而且非常長，有效地確保了抽殼的強度和可靠性。這樣的設計是第一次出現在西格P系列手槍上。

#### 套筒座
雖然現在是聚合物套筒座盛行的時代，但P226 E2手槍的套筒座並沒有採用聚合物，而是採用7075-T6航空級鋁合金製造，這種鋁合金主要用於製造飛機構件及其他要求強度高、抗腐蝕性能強的高應力結構件。這種材料使P226 E2手槍非常堅固，並且十分耐用，壽命非常長。P226 E2手槍的套筒座是在德國的紹爾公司生產，故與P229 E2手槍套筒上的銘文有所不同。E2系列手槍套筒座前端下方均帶有MIL-STD-1913戰術導軌，可以配備戰術燈、雷射瞄準器和其他戰術配件。

#### 握把護板
P226 E2手槍的最大改變之處就是握把護板。新型的E2握把護板有著比舊式握把護板更佳的人機工效。新型握把護板是一個整體，而不是老式的兩片式。握把護板靠自身的夾緊力卡在握把上，非常牢固，這樣握把上就沒有“礙事”的螺釘出現。而且握把護板表面增大了防滑紋的面積，握把護板上80％的面積都是防滑紋。除此之外，新型握把護板與原型相比變得更瘦更薄，使手形比較小的女性和亞裔射手都能有效地握持，從而適應更多不同的人群使用。新型握把底部還留有可供系槍繩的位置，讓使用者能夠更好地保護自己的槍，防止意外丟失。

#### 扳機
西格&紹爾公司在扳機上也進行了改進——採用新型的快速復位扳機（英語：Short Reset Trigger，簡稱：SRT）系統，使E2系列扳機回復原位的速度加快了60％，進而使得擊發速度更快。雙動扳機力為53牛頓（11.91磅力），單動扳機力為26牛頓（5.85磅力）。扳機本身的厚度也進行了修改，縮小了扳機的輪廓，比原先的扳機厚度減少了5毫米，讓扳機表面向後後退超過13毫米（0.51英吋），這是為了使手形比較小的射手能夠有效地扣動扳機，從而儘可能讓使用者和手槍有更好的操作方法。這樣的設計與新型握把護板的設計相互呼應，有助於射手在進行速射時能夠更有效地打出“雙連擊”（Double Tap）。這一特點非常符合特種部隊和特工的射擊要求。
P226 E2型在P226系列型號上雖然已經停止生產，但是E2樣式握把系統已經得到採納並且成為了標準型P226的正式使用握把，其結構亦已經轉用到其他P226衍生型上。

### P226經典型22
這個.22 LR型號的主要目的是作為練習或是靶場手槍。經典型22具有Nitron塗層的鋁合金套筒（不像中央式底火口徑型號使用的是不鏽鋼套筒），該槍發射.22 LR凸緣式底火子彈。經典型22的套筒組件全面改用更輕的復進簧和塑料導桿。它還採用了與其他中央式底火P226型號相同的底把和操作方式。經典型22號可以作為一款獨立的槍械出售或將現有的中央式底火P226和P229通過轉換套件轉換而成。同樣，西格&紹爾亦生產了轉換套件（西格&紹爾X改變套件）能夠將其由.22 LR口徑轉換成9×19毫米、.357 SIG或.40 S&W三種口徑。其口徑轉換程序可以只把槍械部份分解、更換套筒組件和彈匣，而且可以在幾分鐘以內完成。
經典型22使用10發容量的聚合物彈匣供彈，取代中央式底火口徑型號和轉換套件使用的鋼製彈匣。
值得一提的是，P226經典型22並非西格&紹爾Mosquito .22 LR口徑手槍。經典型22是一款全尺寸型P226的.22 LR口徑版本，而Mosquito雖以P226為藍本，但是以其尺寸90％的等比例縮小的版本。與P226經典型22不同的是，P226經典型22是由西格&紹爾生產，而Mosquito則是德國運動槍有限公司透過SIG的合法生產許可之下生產。

### P226 LDC型
2014年，西格&紹爾公司的德國運動部門推出了P226 LDC版本。這個版本是為了適用於射擊運動而生產，並配有更長的防塵蓋和MIL-STD-1913戰術導軌。此外，它還採用了E2型握把和快速復位扳機（英語：Short Reset Trigger，簡稱：SRT）系統、海威姿（HiViz）準星、可調節式照門和鏤空式擊錘。彈匣容量為17發。

### P226軍團型

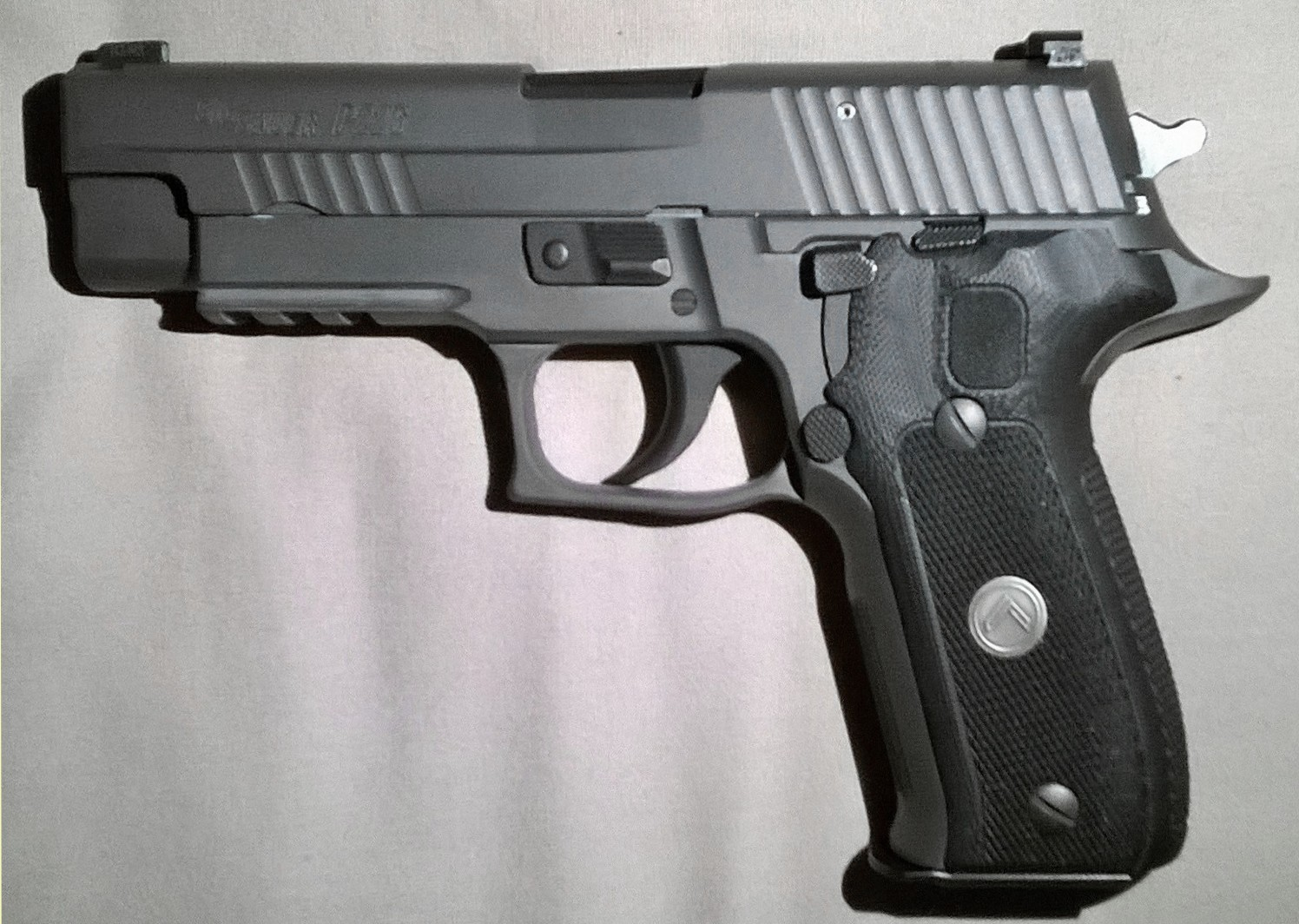
SIG Sauer P226軍團型。

2015年，西格&紹爾宣布推出軍團型系列槍械，其中包括P226軍團型（可用口徑為9毫米、.357 SIG和.40 S&W）和P226 SAO軍團型（可用口徑為9毫米）。P226軍團型在原西德P226型號的基礎上作出多項改進而成。相比於原型槍，P226軍團型手槍的結構及外形並無變化，只是進行了局部的小改進。比如升級型瞄準具、定制型握把、降低型海狸尾、將無彈後定解脫桿及擊鎚待擊解脫桿輪廓縮小、實心鋼製導桿、定制型扳機、扳機扣力可調節，和套筒與套筒座表面進行灰色PVD表面處理。同時推出的附件包括戰術燈和戰術刀，戰術刀有折疊式和不可折疊式兩種款式可供選擇。戰術燈可安裝在手槍套筒座前端下方的MIL-STD-1913戰術導軌上，而戰術刀則單獨使用。另外在手槍的握把護板及戰術刀的刀身上均刻有“軍團”標記。

### DAK型扳機版本

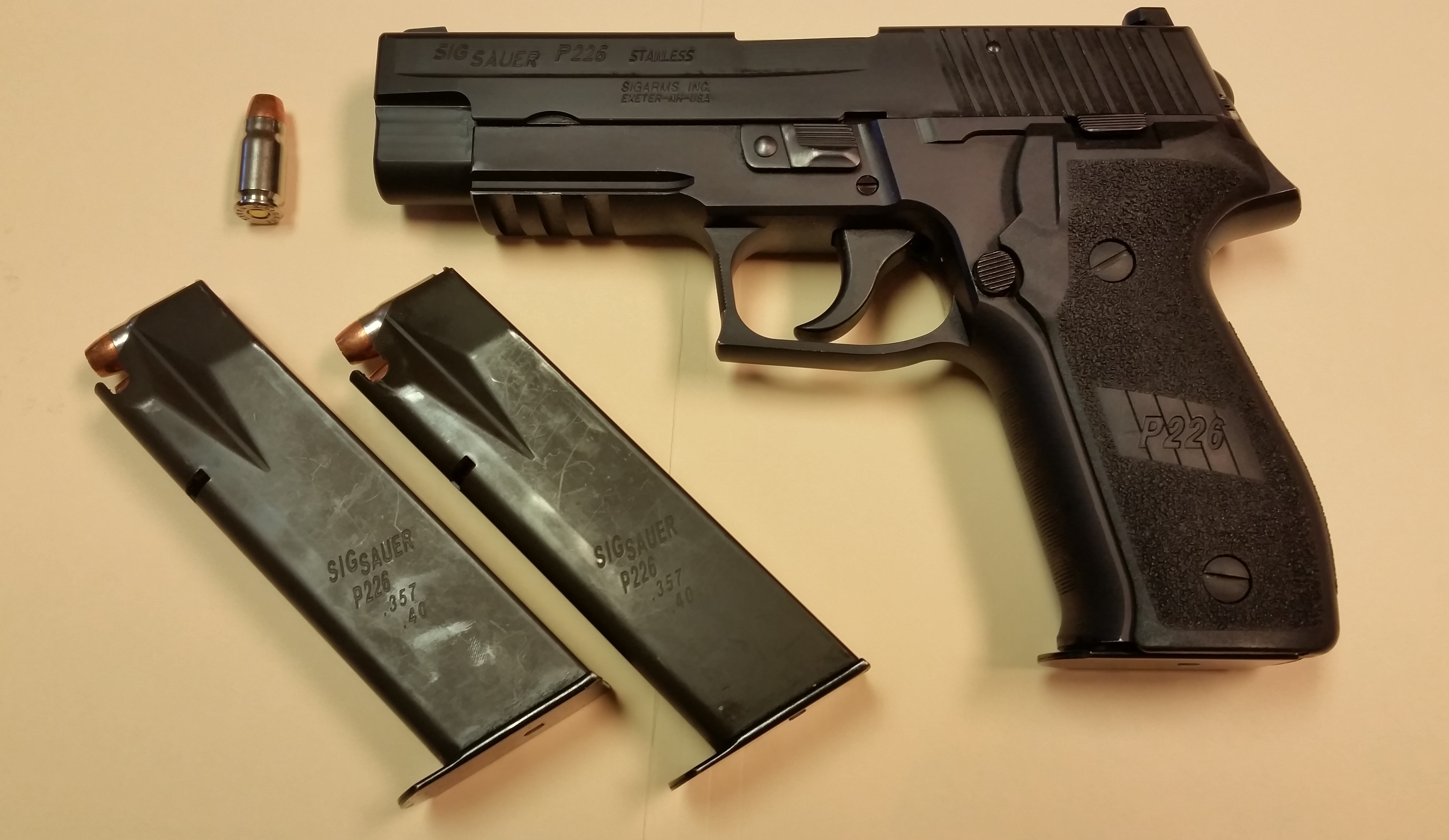
西格&紹爾P226 DAK型。

西格&紹爾亦推出了修改過的純雙動操作（DAO）版本手槍，並且命名為DAK（英語：Double Action Kellerman，意為：凱勒曼的雙動操作，Kellerman為該扳機系統的設計者）。P220、P226、P229和P239皆有DAK型版本。當手槍首發射擊的時候，其扳機扣力為29牛頓（6.5磅力），比標準純雙動操作扳機的44牛頓（10磅力）要輕。當開槍後，扳機正向前釋放的時候，扳機有一個設置於中間的復位點，大約是在扳機靜止位置一半。扳機在這中間的復位點的扳機扣力是38牛頓（8.5磅力）。如果完全釋放扳機到最前端的位置，這會讓扳機復位到主要扳機復位置，然後扳機扣力回復到29牛頓（6.5磅力）。要將扳機拉到中間復位的話，扳機必須要通過手動拉動套筒的方式或是利用剛發射子彈的後座力下復進的時候一直拉動到後方。該系列手槍可以通過扣動扳機到超過扳機復位位置，然後停止，再釋放到最前端的位置以完成待擊。這有可能是一個無意的設計缺陷。

### P228（M11）
SIG P228是SIG P226緊湊型版本，只有9×19毫米口徑。

### P229
SIG P229是SIG P226的緊湊型版本，外形與P228非常接近，有9×19毫米、.40 S&W和.357 SIG三種口徑。

### P224
SIG P224是SIG P226的袖珍型版本，外形比P228和P229還要小，有9×19毫米、.40 S&W和.357 SIG三種口徑。

### P227
SIG P227是SIG P226的.45 ACP口徑版本。

## 使用國

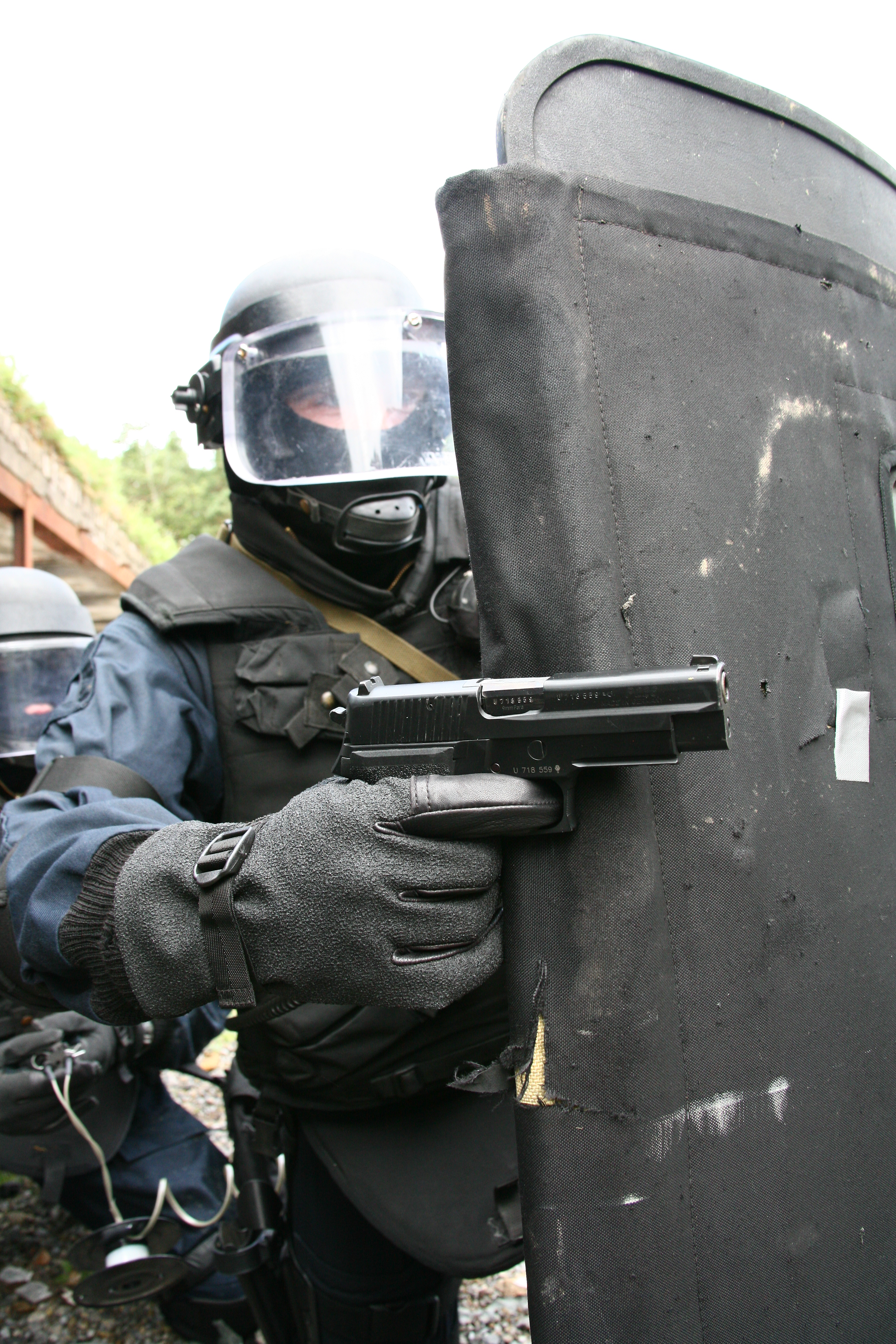
使用P226進行訓練的tsl|en|Army Ranger Wing|愛爾蘭陸軍遊騎兵連隊員

[[File:ARW tactical CT 3.jpg|right|thumb|使用P226進行訓練的{{tsl|en|Army Ranger Wing|愛爾蘭陸軍遊騎兵連隊員]]
| 國家                        | 組織名稱                                               | 使用型號                                                       |
| --------------------------- | ------------------------------------------------------ | -------------------------------------------------------------- |
| 阿尔巴尼亚                  | 阿爾巴尼亞國家警察武裝份子掃蕩部門                     | P226                                                           |
| 阿尔及利亚                  | —                                                      | P226                                                           |
| 安道尔                      | 安道爾警察部隊                                         | P226                                                           |
| 阿根廷                      | 特種部隊單位                                           | P226                                                           |
| 阿根廷                      | 特警單位                                               | P226                                                           |
|                             | 孟加拉海軍特種作戰潛水及打撈部隊                       | P226                                                           |
| 孟加拉陸軍特別安全部隊      | P226                                                   |                                                                |
| 白俄羅斯                    | 白俄羅斯共和國國家安全委員會阿爾法小組                 | P226R                                                          |
| 白俄羅斯                    | 白俄羅斯共和國內務部特别迅速應變分隊                   | P226R、P226精英型                                              |
| 比利时                      | 警察單位                                               | P226                                                           |
| 巴西                        | 警察單位                                               | P226                                                           |
| 巴西                        | 巴西海軍戰鬥潛水員組                                   | P226 Mk 25                                                     |
| 布吉納法索                  | —                                                      | P226                                                           |
|                             | —                                                      | P226                                                           |
| 喀麦隆                      | —                                                      | P226                                                           |
| 加拿大                      | 加拿大特種部隊                                         | P226                                                           |
| 加拿大                      | 加拿大皇家海軍                                         | P226                                                           |
| 加拿大                      | 議會保護局                                             | P226DAK                                                        |
| 加拿大                      | 加拿大皇家騎警                                         | P226                                                           |
| 加拿大                      | 萊斯布里奇警察局                                       | P226                                                           |
| 加拿大                      | 弗雷德里克頓警察                                       | P226                                                           |
| 加拿大                      | 皇家紐芬蘭警察                                         | P226                                                           |
| 加拿大                      | 溫哥華警察局                                           | P226                                                           |
| 智利                        | 智利武裝部隊                                           | P226                                                           |
|                             | 哥斯達黎加公眾部隊                                     | P226                                                           |
| 捷克                        | 捷克共和國警察迅速行動營                               | P226                                                           |
| 賽普勒斯                    | 特警單位                                               | P226                                                           |
|                             | 厄瓜多爾武裝部隊                                       | P226                                                           |
| 埃及                        | 埃及陸軍第777部隊                                      | P226                                                           |
| 芬兰                        | 芬蘭陸軍                                               | P226                                                           |
| 法國                        | 國家憲兵干預組                                         | P226                                                           |
| 法國                        | 法國海軍反恐與人質救援部隊                             | P226                                                           |
|                             | 特種部隊單位                                           | P226                                                           |
| 警察單位                    | P226                                                   |                                                                |
| 德国                        | 德國邦警察特別行動突擊隊                               | P226                                                           |
| 德国                        | 聯邦刑事警察局                                         | P226                                                           |
| 德国                        | 德國聯邦國防軍特種部隊                                 | P226                                                           |
|                             | 危地馬拉陸軍                                           | P226                                                           |
|                             | 洪都拉斯陸軍                                           | P226                                                           |
| 印度                        | 印度陸軍                                               | P226                                                           |
| 印度尼西亞                  | 印尼海軍青蛙司令部                                     | P226                                                           |
| 印度尼西亞                  | 印尼海軍死亡之海分隊                                   | P226                                                           |
| 印度尼西亞                  | 印尼陸軍特種部隊司令部                                 | P226                                                           |
| 伊朗                        | 伊朗伊斯蘭共和國軍隊；由國防工業組織仿製，並命名為ZOAF | ZOAF                                                           |
| 伊拉克                      | 伊拉克地面部隊                                         | P226                                                           |
| 愛爾蘭                      | 愛爾蘭國防軍陸軍遊騎兵聯隊                             | P226R                                                          |
| 愛爾蘭                      | 愛爾蘭和平衛隊                                         | P226                                                           |
| 以色列                      | 以色列國防軍特種部隊                                   | P226                                                           |
| 日本                        |                                                        |                                                                |
| 陸上自衛隊特殊作戰群        | P226R                                                  |                                                                |
| 海上自衛隊特別警備隊        | P226R                                                  |                                                                |
| 海上保安廳特殊警備隊        | P226                                                   |                                                                |
| 日本警察廳特殊急襲部隊      | P226                                                   |                                                                |
| 约旦                        | 約旦皇家陸軍                                           | P226                                                           |
|                             | 在2007年被定為制式手槍之一                             | P226                                                           |
|                             | 大韓民國海軍特戰戰團                                   | P226N                                                          |
| 大韓民國陸軍第707特殊任務團 | P226R                                                  |                                                                |
| 科威特                      | 科威特國民警衛隊                                       | P226                                                           |
| 拉脫維亞                    | 特警單位                                               | P226                                                           |
| 立陶宛                      | 特警單位                                               | P226                                                           |
| 盧森堡                      | 大公國警察警察特別單位                                 | P226                                                           |
| 澳門                        | 澳門治安警察局特別行動組                               | P226                                                           |
| 马来西亚                    | 馬來西亞陸軍第10傘兵旅                                 | P226                                                           |
| 马来西亚                    | 馬來西亞特種作戰部隊                                   | P226                                                           |
| 马来西亚                    | 馬來西亞皇家警察                                       | P226                                                           |
| 马来西亚                    | 馬來西亞海上執法局特別任務和救援部隊                   | P226                                                           |
| 墨西哥                      | 墨西哥武裝部隊                                         | P226                                                           |
| 緬甸                        | 緬甸陸軍                                               | P226                                                           |
| 荷蘭                        | 荷蘭皇家海軍陸戰隊海軍陸戰干預部隊                     | P226                                                           |
| 新西兰                      | 紐西蘭國防軍                                           | P226、P226R；命名為“P226AL”                                    |
| 挪威                        | 挪威警察局緊急應變單位                                 | P226                                                           |
| 阿曼                        | 阿曼蘇丹武裝部隊                                       | P226                                                           |
| 巴基斯坦                    | 巴基斯坦陸軍特勤組                                     | P226                                                           |
| 中华人民共和国              | 襄陽市特警隊                                           | NP22（為P226的未授權仿製版本）                                 |
| 中华人民共和国              | 中國人民解放軍（用作訓練）                             | NP22                                                           |
| 菲律賓                      | —                                                      | P226                                                           |
| 波蘭                        | 波蘭武裝部隊行動應變及機動組                           | P226、P226R                                                    |
| 波蘭                        | 波蘭武裝部隊福爾摩沙部隊                               | P226                                                           |
| 葡萄牙                      | 葡萄牙治安警察局特別行動組                             | P226                                                           |
|                             | 卡塔爾武裝部隊                                         | P226                                                           |
| 中華民國                    | 海洋委員會海巡署署偵防分署海巡特勤隊                   | P226R                                                          |
| 中華民國                    | 內政部警政署保安警察第一總隊                           | P226R                                                          |
| 中華民國                    | 除暴特勤隊                                             | P226R                                                          |
| 中華民國                    | 中華民國海軍陸戰隊                                     | P226 MK25                                                      |
| 中華民國                    | 陸戰特勤隊                                             | P226 MK25                                                      |
| 羅馬尼亞                    | 特種部隊單位                                           | P226                                                           |
| 俄羅斯                      | 聯邦實用射擊會（作運動用途）                           | P226                                                           |
| 俄羅斯                      | 聯邦警衛局                                             | P226R                                                          |
| 沙烏地阿拉伯                | 沙特阿拉伯皇家武裝部隊                                 | P226                                                           |
| 塞爾維亞                    | 特種部隊單位                                           | P226                                                           |
| 新加坡                      | 新加坡武裝部隊                                         | P226                                                           |
| 新加坡                      | 新加坡警察部隊                                         | P226                                                           |
| 斯洛維尼亞                  | —                                                      | P226                                                           |
| 西班牙                      | 西班牙國家警察部隊特別行動小組                         | P226                                                           |
| 瑞典                        | 瑞典警察                                               | P226                                                           |
| 瑞士                        | 地方警察單位                                           | P226                                                           |
| 瑞士                        | 聯邦刑事警察底格里斯特遣部隊                           | P226                                                           |
| 瑞士                        | 瑞士陸軍                                               | P226                                                           |
| 泰國                        | —                                                      | P226                                                           |
| 土耳其                      | 特種部隊指揮部                                         | P226                                                           |
| 土耳其                      | 土耳其海軍水下進攻組                                   | P226                                                           |
| 阿联酋                      | —                                                      | P226                                                           |
| 英国                        | 英國武裝部隊                                           | P226；標準型P226命名為L105A1，耐腐蝕處理改進型P226命名為L106A1 |
| 英国                        | 英國特種部隊                                           | P226；命名為L107A1                                             |
| 英国                        | 北安普敦郡警察                                         | P226                                                           |
| 美国                        | 联邦调查局                                             | P226                                                           |
| 美国                        | 美國海軍                                               | P226R（9×19毫米）                                              |
| 美国                        | 美國海軍特種作戰司令部                                 | P226（9×19毫米）；命名為Mk 25                                  |
| 美国                        | 美國外交安全局                                         | P226R                                                          |
| 美国                        | 美國農業部                                             | P226（.40 S&W）                                                |
| 美国                        | 美國能源部                                             | P226（9×19毫米）                                               |
| 美国                        | 印第安事務局                                           | P226（9×19毫米）                                               |
| 美国                        | 美國墾務局                                             | P226（9×19毫米）                                               |
| 美国                        | 美國菸酒槍炮及爆裂物管理局                             | P226（9×19毫米）                                               |
| 美国                        | 美國緝毒局                                             | P226（9×19毫米）                                               |
| 美国                        | 美國國家公園管理局                                     | P226（9×19毫米）、P226 （.40 S&W）                             |
| 美国                        | 美國財政部                                             | P226（9×19毫米）                                               |
| 美国                        | 德州騎警司                                             | P226（.357 SIG）                                               |
| 美国                        | 多個地方警察局                                         | P226、P226R、P226DAK                                           |
| 梵蒂冈                      | 瑞士近衛隊                                             | P226                                                           |
| 委內瑞拉                    | 委內瑞拉國民軍                                         | P226                                                           |

## 流行文化
SIG P226同時出現在不少电影、电视剧、电子游戏和动画裡，例如：

### 電影
- 1985年—《第一滴血2》：首度在銀幕上出現，型號為全黑色底把型P226，由一名中央情报局特工用以迫使杜魯曼上校冷靜下來。
- 1986年—《霹靂五號》：型號為全黑色底把型P226，由杜克（Duke，馬文·麥金太爾飾演）所使用，奇怪地被誤稱為柯爾特.45半自動手槍。
- 1987年—：型號為全黑色底把型P226，由安妮·劉易斯員警（Anne Lewis，南希·艾倫飾演）和亞歷克斯·墨菲員警（Alex Murphy，彼得·韋勒飾演）所使用。
- 1990年—《2》：全黑色底把型裝上不鏽鋼戰術燈／激光瞄準器並且由利昂娜·坎特兒（Leona Cantrell，瑪麗亞·孔奇塔·阿隆索飾演）所使用；全不鏽鋼底把型裝上黑色戰術燈／激光瞄準器並且由傑里·蘭伯特（Jerry Lambert，比爾·帕克斯頓飾演）所使用。
- 1992年—《魔鬼戰將》：型號為全黑色底把型P226，由最初攻擊機房的一名恐怖份子所使用。
- 1993年—《戰略陰謀》：全黑色底把型由托馬斯·貝克特中士所使用。
- 1994年—：型號分別為全黑色底把型和雙色型：
  - 全黑色底把型裝上了鐳射瞄準器，由美國緝毒局探員本尼（基思·A·格拉斯科（英语：Keith A. Glascoe）飾演）所使用。
  - 雙色型裝上了抑制器，由主角萊昂（尚·雷諾飾演）所使用。
- 1995年—：型號為全不鏽鋼底把型P226，由麥克·勞里（Mike Lowrey，飾演）用作佩槍。
- 1996年—：型號為全不鏽鋼底把型P226，由加特拿·格里姆斯鲁德（Gaear Grimsrud，彼得·斯特曼飾演）和卡爾·肖沃爾特（Carl Showalter，史蒂夫·布西密飾演）兩人所使用。
- 1997年—：型號為全不鏽鋼底把型P226，由監獄獄警，美國法警和美國緝毒局探員所使用，其中一把被犯人之一的賽勒斯“病毒”葛瑞森（Cyrus "The Virus" Grissom，飾演）所奪取。
- 1997年—：型號為黑色底把及不鏽鋼套筒型P226，裝上霍格橡膠握把由卡斯特·特洛伊／肖恩·阿徹（Castor Troy/Sean Archer，約翰屈伏塔飾演）所使用，其後在殯儀館“墨西哥式對決”失去該槍。
- 1997年—《空軍一號》：型號為全黑色底把型P226，由空軍一號上的特勤局特工、特勤局特工傑斯（Gibbs，山德·贝克利飾演）和劫持空軍一號的恐怖份子之一的伊凡·科爾舒諾夫（Ivan Korshunov，飾演）所使用。
- 1997年—：型號為全黑色底把型P226，裝上SureFire332R戰術燈並且由芝加哥警察人質營救小組警員所使用，其中一把被丹尼·羅馬（Danny Roman，森姆·L·積遜飾演）所奪取；全黑色底把型P226亦由赫爾曼（Hellman，內斯特·塞拉諾飾演）、格蘭特·弗羅斯特（Grant Frost，朗·瑞弗金飾演）和亞當·貝克（Adam Beck，大衛·摩斯飾演）所使用。
- 1998年—：型號為全黑色底把型P226，由聯邦密探亞哲·杰弗里斯（Art Jeffries，布鲁斯·威利斯飾演）、湯米·B·喬丹（Tommy B. Jordan，志·麥克布萊德飾演）、Shayes（彼德·史多馬飾演）和尼古拉斯·庫卓中校（Lt. Colonel Nicholas Kudrow，艾力·寶雲飾演）用作佩槍；其中亞哲的槍掉落後，奪取尼古拉斯所掉落的槍。
- 1998年—：型號為全黑色底把型P226，由美國聯邦特工所使用。
- 1998年ㄧ《X檔案：征服未來》：片中的美國聯邦調查局探員都是使用P226手槍。
- 1998年—：型號為全不鏽鋼底把型P226，在弗蘭克·菲茨上校（Col. Frank Fitts，克里斯·庫柏飾演）的第三個槍盒內。
- 1998年—：型號為全黑色底把型P226，由美国国家安全局特工、助理署長托馬斯·雷諾茲（Thomas Reynolds，強·沃特飾演）、探員之一大衛·普萊特（David Pratt，巴里·佩珀飾演）和假布里爾（"Fake" Brill，加布里埃爾·伯恩飾演）所使用。
- 2000年—：由卡利特里的打手所使用。
- 2001年—：型號為全黑色底把型P226，由FBI特工克莉絲·史黛琳（Clarice Starling，茱莉安·摩爾飾演）和伯克（Burke，博伊德·克斯特納飾演）所使用。
- 2002年—：型號為全黑色底把型P226，由NSA探員“晚餐廚師”（F·瓦倫蒂諾·莫拉萊斯飾演）所使用。
- 2002年—：型號為全黑色底把型P226，在模擬訓練中由模擬恐怖份子所使用。
- 2002年—《2009失去的记忆》：型號為全黑色底把型P226，由京城縣警員和日本調查局人員所使用。
- 2003年—：型號為全黑色底把型P226，由小隊中的醫務兵丹尼·“醫生”·凱利（Danny "Doc" Kelley，保羅·弗朗西斯飾演）和小隊隊員德米特里“絲綢”歐文斯（Demetrius "Silk" Owens，查爾斯·英格拉姆飾演）所使用。
- 2003年—：型號為黑色底把及不鏽鋼套筒型P226和全黑色底把型P226：
  - 黑色底把及不鏽鋼套筒型P226由主角馬奎斯·巴涅特（Marcus Burnett，飾演）用作佩槍。
  - 全黑色底把型P226由古巴毒梟塔皮亞的左右手卡洛斯（Carlos，奧托·桑切斯飾演）在雷區槍戰時所使用。
- 2003年—：型號為黑色底把及不鏽鋼套筒型P226，由殺手所使用。
- 2003年—：型號為不鏽鋼底把及黑色套筒型P226和全不鏽鋼底把型P226：
  - 不鏽鋼底把及黑色套筒型P226原來由卡特的親信恩里克（Enrique，馬特·加利尼飾演）所使用，後來被主角布萊恩·奧康納（Brian O'Conner，保羅·沃克飾演）所奪取。
  - 全不鏽鋼底把型P226由羅曼·皮爾斯（Roman Pierce，泰利斯·吉布森飾演）所使用。
- 2004年—：型號為全黑色底把型P226，由大衞·泰普警探（Detective David Tapp，丹尼·葛洛佛飾演）在回想片段中闖入「拼圖殺人狂」的倉庫時所使用。
- 2004年—：型號為全黑色底把型P226，由約翰·W·克里西（John W Creasy，丹泽尔·华盛顿飾演）和米格爾·曼薩諾（Miguel Manzano，吉安卡洛·賈尼尼飾演）所使用。
- 2005年—：型號為全黑色底把型P226和P226R：
  - 全黑色底把型P226由橋上企圖阻止托比的警察、托比·李·沙爾（Toby Lee Shavers，邁克爾·路夫飾演）和美國特勤局特工所使用。
  - P226R裝上戰術燈並且由凱爾·斯蒂爾（Kyle Steele，斯科特·斯比德曼飾演）、其他國家安全局特工和特警隊員所使用。
- 2005年—：型號為全黑色底把型P226，由艾莉森·凱莉（Allison Kerry，笛娜·梅耶飾演）警探用作佩槍。
- 2005年—：型號為全黑色底把型P226，分別由狄克·哈普（Dick Harper，占·基利飾演）和珍·哈普（Jane Harper，蒂雅·李歐妮飾演）所使用，其後證實只是水槍。
- 2006年—：型號為黑色底把及不鏽鋼套筒型P226，由女警西碧兒（Cybil Bennett，勞瑞·霍登飾演）所使用。
- 2006年—：型號為全黑色底把型P226，由FBI探員漢克·哈里斯（Hank Harris，鮑比·坎納瓦萊飾演）用作佩槍。
- 2006年—：型號為全黑色底把型P226，由馬薩諸塞州警察，包括布朗警探（Brown，安東尼·安德森飾演）所使用。
- 2006年—：型號為全黑色底把型P226，由艾莉森·凱莉（Allison Kerry，笛娜·梅耶飾演）警探用作佩槍。
- 2006年—：型號為全黑色底把型P226，裝上消聲器並且由格特勒的手下所使用。
- 2006年—：型號為全黑色底把型P226，由黑幫成員所使用，亦曾被主角契夫（Chev Chelios，傑森·史塔森飾演）所繳獲。
- 2007年—《死亡客機》：型號為全黑色底把型P226，由空軍元帥保羅·賈德（Paul Judd，理查德·泰森飾演）用作佩槍。
- 2008年—：型號為P226R，由美國陸軍士兵用作佩槍，亦由伊密·布朗斯基（Emil Blonsky，蒂姆·罗斯飾演）所使用。
- 2008年—：型號為黑色底把及不鏽鋼套筒型P226，由主角布萊恩·密爾斯（Bryan Mills，連恩·尼遜飾演）所使用。
- 2008年—：型號為全黑色底把型P226，原來由雙重間諜克雷格·米切爾（Craig Mitchell，格倫·福斯特飾演）所使用，後來被主角（James Bond，丹尼尔·克雷格飾演）所奪取，最後在多米尼克·格林乘酒店著火之機襲擊時失去該槍。
- 2009年—：型號為全黑色底把型P226和全不鏽鋼底把型P226：
  - 全黑色底把型P226由法國警察所使用。
  - 全不鏽鋼底把型P226由達米安·托馬索（Dominic Toretto，塞瑞爾·拉菲利飾演）所使用。
- 2009年—《天使與魔鬼》：宗座瑞士近衛隊長官瑞克特使用黑色底把型P226R。
- 2009年—：型號為SL運動II型P226，由雷影（Storm Shadow，李炳憲飾演）用於DeCobray實驗室和巴黎追逐場景中。
- 2009年—：型號為緞面鎳型P226，由拉赫西（Tallahassee，伍迪·哈里森飾演）所使用，雙持時由左手握持（右手則握持鍍鎳型M1911A1）。
- 2010年—：型號為P226R，由吉米·夢露探長（Det. Jimmy Monroe，布魯斯·威利斯飾演）所使用。
- 2010年—：型號為全黑色底把型P226，裝上消聲器（或不裝上）並且由布拉德·帕克（Brock Pike，布賴恩·布盧姆飾演）所使用，而另一把則由林奇（Lynch，帕特里克·威爾森飾演）所使用。
- 2010年—：型號為全黑色底把型P226，由費莫斯（Inception，彼得·普斯特李威飾演）用於第三層夢境中。
- 2010年—：型號為不鏽鋼底把及黑色套筒型P226，在傑克·威爾斯（Jack Welles，馬特·狄龍飾演）拿著從俄羅斯奪取的武器和爆炸物的照片中出現。
- 2011年—：型號為P226R，由罪犯布萊恩·奧康納（Brian O'Conner，保羅·沃克飾演）和特工威爾克斯（Wilkes，費爾南多·堅飾演）所使用。
- 2011年—：型號為黑色底把型P226，由史提夫·麥肯納（班·佛斯特飾演）所使用。
- 2011年—：型號為全黑色底把型P226，由唐路易派來殺害嘉德麗雅的父母的手下、嘉德麗雅的父親法比奧·雷斯特雷波（Fabio Restrepo，傑西·博雷戈飾演）、美國法警及其上級沃倫（Head Marshal Warren，格雷厄姆·麥塔維什飾演）所使用。
- 2011年—：型號為全黑色底把型P226，由大急流城警察（賈馬爾·海因斯飾演）所使用。
- 2011年—：型號為全黑色底把型P226，由FBI探員吉姆·布拉克（Agent Jim Block，寇尼·凡斯飾演）所使用。
- 2011年—：型號為全黑色底把型P226，由西蒙·劉漢銓（Simon Ambrose，多米尼克·西飾演）用作佩槍。
- 2011年—：型號為全黑色底把型P226，原來由特工（阿德沃爾·阿吉紐依-艾格拜吉飾演）所使用，後來被丹尼·布萊斯（Dirk Pitt，傑森·史塔森飾演）所奪取；同型槍亦由戴維斯（Davies，多米尼克·珀塞爾飾演）在沙漠隧道追逐時所使用；奇怪地會在1980年出現。
- 2011年—：型號為P226 E2型和P226 SCT型：
  - P226 E2型原來由伊頓·亨特（Ethan Hunt，湯姆·克魯斯飾演）所使用，一度被IMF新成員威廉·勃蘭特（William Brandt，杰瑞米·雷纳飾演）所奪取，其後將其歸還。
  - P226 E2型亦由IMF成員班吉（Benji Dunn，西蒙·柏奇飾演）所使用。
  - P226 SCT型由IMF女特務簡·卡特（Jane Carter，保娜柏頓飾演）所使用。
- 2011年—《沙漠神兵》：型號為P226 X-FIVE，由法國海軍突擊隊員，科瓦（傑曼·翰蘇飾演）所使用。
- 2011年—《老兵（英语：The Veteran (2011 film)）》：型號為全黑色底把型P226，由主角羅伯特·米勒（托比·凱貝爾飾演）所使用。
- 2012年—：型號為全黑色底把型P226，由“FDR”（克里斯·潘恩飾演）和塔克·漢森（Tuck Hansen，湯姆·哈迪飾演）所使用。
- 2012年—：型號為全黑色底把型P226，由戴夫上士（Chief Dave，並未說明由誰飾演）所使用。
- 2012年—：型號為黑色底把及不鏽鋼套筒型P226，由埃里克·摩森（Eric Molson，戴夫·弗蘭科飾演）、華爾特先生（Mr. Walters，羅伯·里格爾飾演）和延科（Jenko，查尼·泰坦飾演）所使用。
- 2012年—：型號為P226R，由喬治·史戴希（George Stacy，丹尼斯·萊瑞飾演）所使用。
- 2012年—：型號為P226R和P226 SCT型：
  - P226R由海爾·凱撒（泰瑞·克魯斯飾演）、岡納·詹森（杜夫·朗格林飾演）和一名桑族武裝份子所使用。
  - P226 SCT型由李·聖誕（傑森·史塔森飾演）用作佩槍。
- 2012年—：型號為P226R，由亞倫·克羅斯（Aaron Cross，飾演）所使用。
- 2012年—：型號為P226R，由艾莉絲（Alice，飾演）所使用，會雙持；P226R型亦被萊恩·奧甘寶（Rain Ocampo，米歇尔·罗德里格兹飾演）在威脅艾達·王時所使用。
- 2012年—《2》：型號為全黑色底把型P226，由貪污警察所使用。
- 2012年—《海豹六隊：突襲奧薩馬·本·拉登（英语：Seal Team Six: The Raid on Osama Bin Laden）》：型號為P226E2，由美國海軍特種作戰開發組隊員用作佩槍。
- 2013年—：型號為全不鏽鋼底把型P226和P226螺紋槍管精英型：
  - 全不鏽鋼底把型P226由美國緝毒局探員羅伯特·“鮑比”·海溝（Robert "Bobby" Trench，飾演）用在大結局。
  - P226螺紋槍管精英型由指揮官莊偉茵（Quince，詹姆斯·馬斯登飾演）和他的手下所使用。
- 2013年—：型號為P226R，由大城市警察局和海軍陸戰隊處軍士長所使用。
- 2014年—：型號為全黑色底把型P226、全不鏽鋼底把型P226R和超大容量戰術定制型P226：
  - 超大容量戰術定制型P226和全黑色底把型P226由神盾局背叛者布祿·朗姆洛（Brock Rumlow，法蘭克·葛里洛飾演）所使用，其中超大容量戰術定制型於神盾局監控室對峙過程中丟失。
  - 全不鏽鋼底把型P226R由「酷寒戰士」(冬兵)（James Buchanan "Bucky" Barnes／Winter Soldier，賽巴斯汀·斯坦飾演）所裝備使用，於世界安全理事會秘書長（潛伏於神盾局中的九頭蛇領袖）亞歷山大·皮爾斯（Alexander Pierce，勞勃·瑞福飾演）家中，皮爾斯用此槍殺了撞見冬兵的女傭 Renata。
- 2014年—（Edge of Tomorrow）：型號為P226R，由麗塔·弗拉塔斯基中士（Sgt. Rita Vrataski，愛蜜莉·布朗飾演）和法雷爾軍士長（Master Sergeant Farell，比爾·派斯頓飾演）用作佩槍。
- 2014年—：型號為黑色底把及不鏽鋼套筒型P226，由浴血幫新成員露娜（Luna，龙达·鲁西飾演）所使用。
- 2014年—《美國狙擊手》：型號為全黑色底把型P226，由馬坦斯上尉（Captain Martens，山姆·贾格飾演）用作配槍。
- 2015年—《3》：型號為全黑色底把型P226，由前中情局特工布萊恩·米爾斯（Bryan Mills，連恩·尼遜飾演）用作兔子洞的收藏武器。
- 2015年—：型號為P226海狸型，由一名阿爾巴尼亞黑幫成員所使用。
- 2015年—：型號為P226R，由罪犯布萊恩·奧康納（Brian O'Conner，保羅·沃克飾演）所使用。
- 2015年—《战狼》：型号为P226R，由雇佣兵组织和武吉（周曉鷗飾演）所使用。
- 2015年—：型號為P226 DAK，由一名毒販在美墨邊境駁火期間所使用。
- 2015年—：型號為P226 E2型和P226R：
  - 2017年時，P226 E2型由卡爾·雷斯（Kyle Reese，傑·寇特尼飾演）和莎拉·康納（Sarah Connor，艾美莉·克拉克飾演）用於醫院停車場至賽博坦公司的戰鬥；也被三藩市警察局警員用作配槍。
  - P226R由張警探（Detective Cheung，桑德琳 ·霍爾特（英语：Sandrine Holt）飾演）所使用。
- 2015年—：型號為P226R，裝上消聲器（圓筒型和魚鷹消聲器）和紅點瞄準器（少數）並且由國際恐怖組織「辛迪加」成員、伊爾莎·浮士德（Ilsa Faust，丽贝卡·弗格森飾演）和伊森·韓特（Ethan Hunt，湯姆·克魯斯飾演）所使用。
- 2015年—：型號為P226R，由（James Bond，丹尼尔·克雷格飾演）用以展示快速卸載武器技能。
- 2016年—：型號為P226R，由傑克·席維亞（Jack Da Silva，約翰·卡拉辛斯基飾演）所使用。
- 2017年—：由德國聯邦警察機構與英國軍情六處特工蘿琳·布勞頓（莎莉·賽隆飾演）所使用。
- 2017年—：型號為美國政府針對DSO特工所設計的P226 E2「Sentinel Nine」，由里昂·S·甘乃迪所使用。
- 2017年—《2017》：型號為P226戰鬥型TB，由前美國海豹部隊中士尼克·摩頓（Nick Morton，湯姆·克魯斯飾演）所使用。
- 2018年—：型號為P226R，由幽地倖存者湯瑪士（Thomas，狄倫·歐布萊恩飾演）所使用。
- 2018年—：型號為P226 DAK型和P226 TACOPS型：
  - P226 DAK型由亞歷山卓·吉利克（Alejandro Gillick，班尼西歐·狄奧·托羅飾演）用作佩槍。
  - P226 TACOPS型由馬吉爾·赫南德茲（Miguel Hernandez，伊利亞·羅里葛茲飾演）用作佩槍。
- 2018年—《黑豹》：型號為P226R，由南非黑市軍火商尤里西斯·加羅（Ulysses Klaue，安迪·瑟克斯飾演）、美國中情局探員艾爾佛特·K·羅斯（英语：Everett K. Ross）（馬丁·費里曼飾演）和其他特工用在韓國槍戰。
- 2018年—：型號為全黑色底把型P226，由聖地亞哥警察所使用。
- 2018年—：型號為P226R和全黑色底把型P226：
  - P226R由前軍情六處女特務伊爾莎·佛斯特（Ilsa Faust，丽贝卡·弗格森飾演）、伊頓·韓特的手下和不可能任務情報局的資深特務伊頓·韓特（Ethan Hunt，湯姆·克魯斯飾演）所使用。
  - 全黑色底把型P226被白寡婦的手下們和中央情報局特別活動中心主要探員兼刺客奧古斯特·沃克（August Walker，亨利·卡維爾飾演，從白寡婦的手下奪槍）所使用。
- 2018年—：型號為P226R，由僱傭兵、包括前美國海軍中尉兼恐龍馴獸師奧雲·革狄（Owen Grady，克里斯·普瑞特飾演）所使用，其後研究古生物的獸醫琪雅·羅德里奎（Zia Rodriguez，丹妮雅·皮內達（英语：Daniella Pineda）飾演）從奧雲取得一柄。
- 2019年—：型號為P226R，由狄卡·邵（Deckard Shaw，傑森·史塔森飾演）所使用。

### 電視劇
- 《極限權利系列》：型號為P226，由英國特種空勤團隊員們用作佩槍。
- 2010年—：型号为P226R，由主要角色約翰·華生（馬丁·費里曼饰）和威廉·夏洛克·史葛·福爾摩斯（班奈狄克·康柏拜區饰）所使用。
- 2010年—：型號為P226，由約翰·波特中士（李察·阿米塔吉飾演）和休·科林森（安德魯·林肯飾演）所使用。
- 2011年—：型号为P226R 9mm，由主要角色約翰·里斯（吉姆·卡維佐飾演）所使用。
- 系列
  - ：型號為P226，由達米安·斯科特中士（蘇利文·斯坦布萊頓飾演）、邁克爾·斯通布里奇中士（菲利普·溫切斯特飾演）、格蘭特上校（阿曼達·米林飾演）、朱莉婭·里奇蒙中士及一名20號支部的守衛所使用。
  - ：型號為P226，由20分部成員達米安·斯科特中士、邁克爾·斯通布里奇中士及菲利普·洛克中尉於匈牙利行動期間所使用。
  - ：型號為P226，由邁克爾·斯通布里奇中士於朝鮮境內行動期間短暫持有。
- 2014年—《24：再活一天》：型號為P226R：
  - 第6集（播出順序為第198集）“Day 9: 4:00 p.m. – 5:00 p.m.”之中，由主角（Jack Bauer，飾演）所使用。
  - 第9集（播出順序為第201集）「Day 9: 7:00 p.m. – 8：00 p.m.」之中，由特勤局特工所使用。
- 2014年—《閃電俠》：型號為P226和P226R：
  - 2015年2月3日第1季第12集「為你瘋狂」（英語：Crazy for You），P226由中央市探員韋祖探員（Detective Joe West，傑西·L·馬丁飾演，香港配音：馮志輝）用作佩槍。
  - 2015年4月21日第1季第19集「誰是哈里遜·韋爾斯」（英語：Who Is Harrison Wells?），P226由偽裝為韋祖探員的漢尼拔·貝茨（Hannibal Bates）所使用。
  - P226R由中央市警察局便衣警察所使用。

### 電子遊戲
- 2005年—《真實計劃》：型號為全黑色底把型P226，由中東聯盟（MEC）和英國陸軍所使用並被後者命名為「L105A1」。
- 2008年—《死刑犯2：充血》：型號為P226R，命名為「9毫米手槍」，以15發彈匣供彈，具有雷射瞄準器。
- 2008年—《戰地之王》：初期槍枝，型號為全黑色底把型P226，命名為「P226」，被歸類為手枪，具有可拆卸式消聲器。
- 2009年—《惡靈古堡5》：型號為P226R，命名為「SIG P226」。戰役模式可在第五章開始後購買。
- 2009年—：型號為不鏽鋼底把及黑色套筒型P226，誤稱為P220手槍（P220 Pistol），以15發彈匣供彈，裝上SBP-9戰術燈及雷射組合（後者不可使用）。
- 2010年—：型號為全不鏽鋼底把型P226，由警方探員卡特·布雷克所使用。
- 2010年—：型號為P226R，命名為「P228」，由私營軍火商黑箭組織的僱傭兵、湯姆·里德、嚴峻、傑里米·普倫蒂斯上校、肖恩·羅伯遜少校和主角所使用，初始以13發彈匣供彈，最高提升至20發，被歸類為手枪。
- 2010年—：型號為P226R，使用天藍色套筒、粉紅色底把和握把上由水鑽組成的卡通人物，命名為「Nianshi 226」。
- 2010年—《2010》：型號為P226R，連槍口螺紋，命名為「P226」，載彈量18+1發。只於單人模式登場，由主角「野兔」用作佩槍。
- 2012年—：型號為P226R，連槍口螺紋，命名為「SIG-Sauer P226」，載彈量15+1發，無限備用彈藥。單人模式中由美國海軍特種作戰開發組幹員所使用；聯機模式時為所有國家的突擊兵的佩槍。
- 2012年—：型號為P226R，命名為「JAGD P22G」，衍生型為：消聲型、情報局型和萊拉型。
- 2012年—《殭屍U》：命名為「HK P226」，以15發彈匣供彈，裝上消聲器。
- 2012年—《戰爭前線》：型號為P226R，命名為「Sig Sauer P226」，黑色套筒與金黄色底把，以20發加長彈匣供彈，只能通過抽獎獲得，所有職業均可使用，可以改裝枪口配件（通用消音器、手槍消音器、鱼鹰消音器、手槍制退器、手槍刺刀）以及瞄准镜（Trijicon RMR小型紅點鏡），自帶金黃色塗裝的鱼鹰消音器與Trijicon RMR小型紅點鏡，改装配件时击锤会奇怪的回到未击发状态。拥有火山熔岩涂装版本，除涂装变更外与普通版本无异。
- 2013年－：型號為P226R，預設載彈量為12發。
- 2013年—《2013》：型號為P226R，來自，為追加下載內容武器，可於多人模式使用，命名為「JAGD P22G」。
- 2013年—《縱橫諜海：黑名單》：型號為P226R，由前軍情六處探員、恐怖份子傑迪德用於毀滅證據。
- 2013年—：型號為黑色底把及不鏽鋼套筒型P226R，命名為「P226」（中文版則命名為「P226手槍」），發射9×19毫米子彈，被歸類為佩槍，載彈量15+1發，初始攜彈量為48發。只於多人聯機模式登場，為美國、中國及俄羅斯三方預設手槍，並可以使用手電筒、防火帽、鬼環、制動器、迷你、雷射瞄準器、消音器、德爾塔、重型槍管以及三件戰鬥包附件（消光器、綠點雷射瞄準器、雷射／燈光組合、QSW-06消音器、TGPA-5消音器、戰術燈、三光束雷射當中之三）。
- 2013年—：型號為P226R，命名為「P226」，載彈量12發（戰役模式及滅絕模式）和14發（聯機模式，可使用改裝：延長彈匣增至21發），初始攜彈量為42發（聯機模式），最高攜彈量為72發（戰役模式）和84發（聯機模式）。奇怪地擊錘長期處於半待擊狀態。戰役模式之中為共同開始武器，由美國精銳部隊「魅影」（Ghosts）所使用；聯機模式時可以使用消焰器、消音器、槍口制退器、戰術刀、雙持、延長彈匣、穿甲彈；滅絕模式時為預設武器，有「增加遠距離傷害及配備手槍時移動更快」、「彈匣攜彈量增加50％」、「攜帶手槍和兩款主要武器」以及「腰射兩把手槍令火力和彈藥容量兩倍」的升級。
- 2015年－：型號為P226R戰術型，命名為「P226」，發射.40 S&W子彈，載彈量12+1發，最高攜彈量為26+13發。在聯機模式時能夠由執法機關操作者（Operator）所使用，價格為$17,400（罪犯解鎖條件為：以任何陣營進行遊戲使用該槍擊殺1,250名敵人後購買武器執照）。可加裝各種進階照準器（改進版機械瞄具、迷你、德爾塔）、附加配件（電筒、戰術燈、激光瞄準器）及槍口零件（槍口制退器、補償器、重槍管、抑制器、消焰器）。單人模式當中則能夠由主角尼古拉斯·門多薩所使用。
- 2015年—：型號為P226 Mk 25型，由英國特种空勤团幹員所使用。
- 2016年—《少女前線》：名稱為P226的少女戰術人形，2017年9月的簽到槍，在遊戲中被描述為抱著海豹型玩偶的戰術人型而且在台詞當中多度提到將M9視為競爭對手。
- 2016年—《逃離塔科夫》：型號為P226R。
- 2018年—《叛亂：沙漠風暴》：型號為P226R，命名為“L106A1”，由安全部隊所使用。
- 2018年—《地面部隊》（Ground Branch）：型號為P226 MK25。
- 2018年—《5》：型號為P226R，命名為“P226”。
- 2019年—：以缺陷的散零件組裝而成，裝有自製的紅點鏡及抑制器。
- 2021年—《極地戰嚎6》
- 2023年—《生化危機4 重製版》：型號為P226 E2型，遊戲中追加了原創設計。作為豪華版特典贈品或單獨購買DLC可在遊戲中獲取，為動畫電影《惡靈古堡：血仇》及《惡靈古堡：死亡島》中出現過的「Sentinel Nine」版本，可裝配雷射瞄準器。

### 動畫
- 1998年—：型號為全黑色底把型P226，由御神苗優所使用。
- 2002年—：型號為全黑色底把型P226，由俄羅斯黑手黨莫斯科酒店成員所使用。
- 2005年—《星艦駕駛員》：型號為全黑色底把型P226，由興農所使用，奇怪地待擊解脫桿被用作手動保險。
- 2006年—《零之使魔》：型號為全黑色底把型P226R，為「場合錯誤的工藝品」之一，由男主角平賀才人所使用。
- 2007年—《偶像大師XENOGLOSSIA》：型號為全黑色底把型P226，由如月千早（きさらぎちはや，CV：清水香里）、萩原雪歩（はぎわらゆきほ，CV：堀江由衣）和卡拉蘇（カラス，CV：石田彰；連手電筒）所使用。
- 2009年—《幻靈鎮魂曲》：全黑色底把型由男主角吾妻玲二／Zwei所使用。
- 2009年—《RIDEBACK》：型號為全不鏽鋼底把型P226，由基弗（キーファ，CV：森川智之）所使用，奇怪地有時具有戰術導軌而有時沒有。
- 2009年—《東之伊甸》：型號為全黑色底把型P226，由華盛頓特區警察所使用。
- 2009年—《古城荊棘王》：型號為P226R，由馬可·歐文、凱瑟琳·特納和特種部隊士兵所使用。
- 2015年—《暗殺教室》：型號為全黑色底把型P226，由伏魔島事件登場的三位殺手之一Gastro（ガストロ，CV：子安武人）所使用。
- 2016年—《紅殼的潘朵拉 -Ghost Urn-》：型號為全黑色底把型P226，由七轉福音（ナナコロビ ネネ，CV：福沙奈惠）所使用。

### 輕小說
- 2008年—：型號為P226R，由艾爾·華生（エル・ワトソン，聲優：大西沙織）所使用。

### 類型小說
- 1991年—《馬修·史卡德系列：屠宰場之舞》：型號為P226[來源請求]，由罪犯米基·巴魯所使用。

## 資料來源
1. ↑  .   [2013年5月22日]. （原始内容存档于2013年8月23日）.
2. 1 2  .   [2012-07-15]. （原始内容存档于2012-06-20）.
3. 1 2 3 4 5  .   [2012-07-15]. （原始内容存档于2012-06-21）.
4. ↑  .   [2012-07-15]. （原始内容存档于2012-06-21）.
5. ↑  .   [2012-07-15]. （原始内容存档于2012-06-21）.
6. ↑  .   [2012-07-15]. （原始内容存档于2012-06-20）.
7. 1 2 3 4  .   [2012-07-15]. （原始内容存档于2012-06-21）.
8. ↑  .   [2012-07-15]. （原始内容存档于2012-06-20）.
9. 1 2 3 4  .   [2012-07-15]. （原始内容存档于2012-06-20）.
10. ↑  .   [2015-01-18]. （原始内容存档于2015-01-11）.
11. ↑  .   [2015-01-18]. （原始内容存档于2015-01-11）.
12. 1 2  .   [2012-07-15]. （原始内容存档于2012-06-21）.
13. 1 2 3  .   [2012-07-15]. （原始内容存档于2012-06-21）.
14. 1 2 3 4  .   [2012-07-15]. （原始内容存档于2012-06-20）.
15. 1 2 3 4  .   [2015-01-18]. （原始内容存档于2015-01-11）.
16. ↑  .   [2012-07-15]. （原始内容存档于2012-06-23）.
17. ↑  .   [2012-07-15]. （原始内容存档于2012-08-30）.
18. 1 2  .   [2012-07-15]. （原始内容存档于2012-06-21）.
19. 1 2 3  .   [2012-07-15]. （原始内容存档于2012-06-21）.
20. 1 2  .   [2012-07-15]. （原始内容存档于2012-06-20）.
21. 1 2 3 4  .   [2012-07-15]. （原始内容存档于2012-06-21）.
22. ↑  .   [2012-07-15]. （原始内容存档于2012-06-21）.
23. 1 2 3 4 5 6 7 8  .   [2012-07-15]. （原始内容存档于2012-07-10）.
24. 1 2 3 4 5 6 7 8  .   [2012-07-15]. （原始内容存档于2012-06-20）.
25. 1 2 3 4 5 6 7 8  .   [2012-07-15]. （原始内容存档于2012-06-22）.
26. 1 2 3 4 5 6 7 8  .   [2012-07-15]. （原始内容存档于2012-06-20）.
27. ↑  .   [2012-07-15]. （原始内容存档于2012-06-21）.
28. ↑  .   [2012-07-15]. （原始内容存档于2012-06-20）.
29. 1 2 3 4 5 6 7 8 9  . Sig Sauer.   [2011-02-28]. （原始内容存档于2010-04-10）.
30. 1 2  "P226", Guns.ru, web:
  Modern Firearms article on P226 （页面存档备份，存于）.
31. 1 2 3 4 5 6  Valpolini, Paolo.  (PDF). Armada International. June 2009  [2010-02-13]. （原始内容 (PDF)存档于2010-02-14）.
32. ↑  . Sigsauer.de.   [2011-10-23]. （原始内容存档于2012-02-26）.
33. 1 2  .   [2012-07-15]. （原始内容存档于2012-05-08）.
34. ↑  . Cybershooters.org.   [2011-10-23]. （原始内容存档于2004-03-11）.
35. ↑  . Barsto.com.   [2011-10-23]. （原始内容存档于2011-10-25）.
36. 1 2  . Jane's Information Group. 2003-06-02  [2009-05-31]. （原始内容存档于2009-06-12）.
37. ↑  . Products and Services. Sig Sauer.   [2009-06-21]. （原始内容存档于2009-07-21）.
38. ↑  .   [2012-07-15]. （原始内容存档于2012-09-29）.
39. ↑  . Products and Services. Sig Sauer.   [2009-06-21]. （原始内容存档于2009-07-21）.
40. ↑  . Shooting Industry. 2005  [2012-07-15]. （原始内容存档于2012-05-27）.
41. ↑  . Products and Services (SIG Sauer).   [2012-01-10]. （原始内容存档于2011-12-28）.
42. ↑  . Products and Services (SIG Sauer).   [2012-01-10]. （原始内容存档于2012-01-06）.
43. ↑  . Sig-Sauer.   [1 March 2014]. （原始内容存档于2014年3月6日）.
44. ↑  . Sig-Sauer.   [1 March 2014]. （原始内容存档于2014年3月6日）.
45. ↑  . Sig-Sauer.   [1 March 2014]. （原始内容存档于2014年3月6日）.
46. ↑  . Sig-Sauer.   [2014-03-31]. （原始内容存档于2014-03-06）.
47. ↑  .   [1 March 2014]. （原始内容存档于2014-03-01）.
48. ↑  . Sig-Sauer.   [2014-03-31]. （原始内容存档于2014-03-06）.
49. ↑  . Sig-Sauer.   [2014-03-31]. （原始内容存档于2014-03-06）.
50. ↑  . Sig-Sauer.   [2014-03-31]. （原始内容存档于2014-03-06）.
51. ↑  Double Tap意為“雙發速射”，是指射手在很短的時間內使用手槍向一個目標點打出兩發槍彈，而且兩個彈孔靠得很近。這樣可確保對目標的停止作用。英國特種空勤团就採用這種射擊訓練方法
52. ↑  . gunsholstersandgear.com.   [2012-07-15]. （原始内容存档于2010-09-16）.
53. ↑  . Products and Services. Sig Sauer.   [2010-12-17]. （原始内容存档于2010-03-09）.
54. ↑  . Products and Services. Sig Sauer.   [2010-12-17]. （原始内容存档于2010-01-13）.
55. ↑  . SIG Sauer.   [2016-03-27]. （原始内容存档于2015-10-08）.
56. ↑  . SIG Sauer.   [2016-03-27]. （原始内容存档于2015-10-08）.
57. ↑  . Real Gun Reviews.   [2016-03-27]. （原始内容存档于2016-03-23）.
58. 1 2  .   [2011-01-09].[]
59. ↑  https://m.youtube.com/watch?v=8ttwFFy4kDE&list=UURi9IXkjK1xlK6YU4tI2c3Q
60. ↑  .   [2014-10-21]. （原始内容存档于2014-10-21）.
61. ↑   (PDF). RNC Association: 3. December 2004  [January 16, 2011]. （原始内容 (PDF)存档于2012-03-17）.
62. ↑  . Vancouver Police Department. May 24, 2012  [May 24, 2012]. （原始内容存档于2013-11-02）.
63. ↑  . Dienstwaffen.di.funpic.de.   [2011-08-06]. （原始内容存档于2013-11-03）.
64. 1 2  . Hrvatski Vojnik Magazine.   [2010-06-12]. （原始内容存档于2010-08-22） （克罗地亚语）.
65. ↑  Janq Designs. . Special Operations.Com.   [2011-08-06]. （原始内容存档于2011-01-14）.
66. ↑  .   [2009-05-03]. （原始内容存档于2009-11-20）.
67. ↑  "Регистрационный номер: 3.1/006 Пистолет служебный SIG SAUER P226"
Постановление Правительства Республики Казахстан № 1305 от 28 декабря 2006 года "Об утверждении Государственного кадастра гражданского и служебного оружия и патронов к нему на 2007 год"
68. ↑  . usp.lu - Unofficial Website of Unité Spéciale、Officially Endorsed.   [2009-10-06]. （原始内容存档于2011-07-22）.
69. ↑   (PDF). RAIDS Magazine. March 2006  [2009-09-23]. （原始内容 (PDF)存档于2011-07-22） （法语）.
70. ↑  Lasterra、Juan Pablo.  (PDF). ARMAS Magazine. 2004  [2009-09-23]. （原始内容 (PDF)存档于2011-07-22） （西班牙语）.
71. ↑  Thompson、Leroy. . Special Weapons. December 2008  [2010-02-08]. （原始内容存档于2012-04-02）.
72. ↑  . Dutch Defence Press.   [2011-08-06]. （原始内容存档于2014-11-29）.
73. ↑  .   [2012-07-15]. （原始内容存档于2009-12-18）.
74. ↑  . www.PakDef.info. 1989-05-29  [2011-08-06]. （原始内容存档于2011-05-20）.
75. ↑  . 2016-08-19  [2019-01-02]. （原始内容存档于2019-01-02） （中文）.
76. ↑  Михаил Дегтярёв. Началось? Продолжается... 9-мм пистолеты в арсенале ФСПР // журнал "Калашников. Оружие, боеприпасы, снаряжение", № 5, 2010. стр.50-52
77. ↑  Михаил Дегтярёв. Пистолетная история // журнал "Калашников. Оружие, боеприпасы, снаряжение", № 8, 2011. стр.30-33
78. ↑  . Mindef.gov.sg.   [2011-08-06]. （原始内容存档于2012-08-05）.
79. ↑  . Official Website of the Spanish National Police Corps.   [2009-06-26]. （原始内容存档于2011-05-20） （西班牙语）.
80. ↑   (PDF).   [2011-08-06]. （原始内容 (PDF)存档于2011-09-28）.
81. ↑  Miller, David (2001). The Illustrated Directory of 20th Century Guns. Salamander Books Ltd. ISBN 1-84065-245-4.
82. 1 2  . navyseals.com.   [2012-07-15]. （原始内容存档于2012-07-05）.
83. ↑  . 2009  [29 May 2012]. （原始内容存档于2012年6月3日）.

## 外部連結
- （英文）—GAO report, Pistol Procurement, Allegations on Army Selection of Beretta 9mm. as DOD Standard Sidearm, June 1986.（页面存档备份，存于）
- （英文）—Official page
- （英文）—P226 operator's manual
- （英文）—The Arms Site review and history of the P226（页面存档备份，存于）
- （英文）—Modern firearms—SIG-Sauer P226 pistol（页面存档备份，存于）
- （英文）—Weapon.ge—SIG-Sauer P226（页面存档备份，存于）
- （英文）—The Firearm Blog.com—

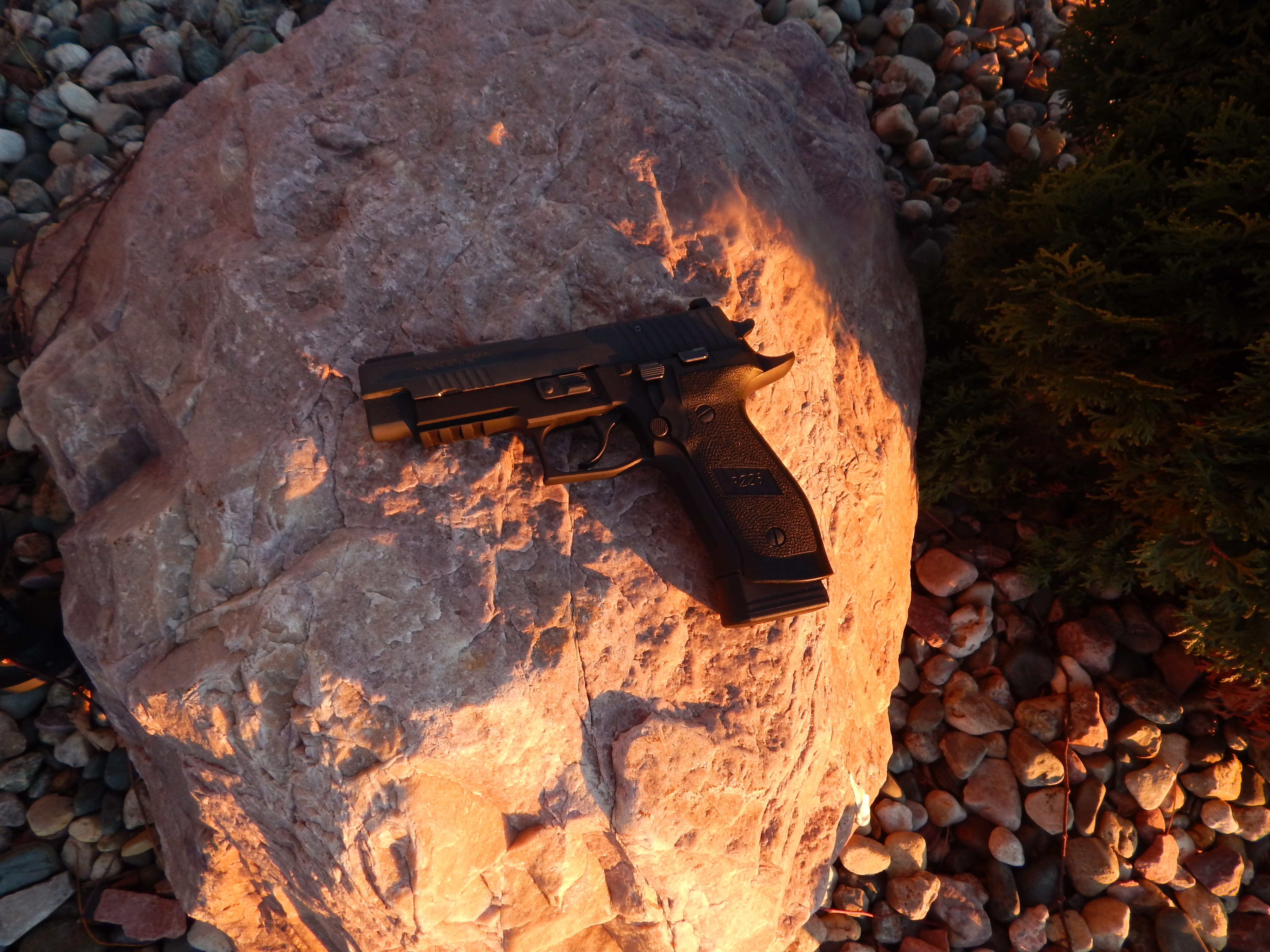
西格&紹爾P226 TACOPS型。

  - Blackwater pistol: SIG SAUER P226 Blackwater Special Edition（页面存档备份，存于）
  - SIG P226 and P229 E2 pistols（页面存档备份，存于）
  - P226 25th Anniversary Commemorative Edition（页面存档备份，存于）
  - Sig Sauer P226 “Gadsden”（页面存档备份，存于）
  - Sig P226 & P229 Enhanced Elite（页面存档备份，存于）
  - Sig P226 Cerakote（页面存档备份，存于）
  - SEALs upgrade to SIG Sauer P226 Mk25 Pistol（页面存档备份，存于）
  - Single Action SIG P226（页面存档备份，存于）
  - New SIG SAUER X-Series Modular Pistol in 9mm and .40 S&W（页面存档备份，存于）
  - Texas DPS Suspends Use of S&W M&P Pistols（页面存档备份，存于）
  - SIG X-Five（页面存档备份，存于）
  - Sig Enhances Commemorative Engraving Program（页面存档备份，存于）
  - POTD: SIG P226 AL SO（页面存档备份，存于）
  - POTD: A SIG That Keeps Comin’ Home（页面存档备份，存于）
  - Top 5 Metal Wondernines
  - British Army Close Quarters Training（页面存档备份，存于）
- （英文）—The Truth About Guns.com—
  - Obscure Object of Desire: SIG SAUER P226S (Sportstock)（页面存档备份，存于）
  - Gear Review: SIG SAUER .22lr P226 Conversion Kit（页面存档备份，存于）
  - Anchors Aweigh! SIG SAUER Navy Spec P226 MK25（页面存档备份，存于）
  - Gun Review: SIG SAUER P226（页面存档备份，存于）
  - New from SIG SAUER: P226 Tramp Stamps, Black Beauty, Molon Labe（页面存档备份，存于）
  - Gun Review: SIG SAUER P226 MK25（页面存档备份，存于）
  - New From SIG SAUER: .9mm P226（页面存档备份，存于）
  - Ugly As Sin: SIG SAUER P226 Tribal（页面存档备份，存于）
  - New from SIG SAUER: Single Action Only P226（页面存档备份，存于）
  - Gun Review: SIG SAUER P226 Elite SAO（页面存档备份，存于）
  - California PD Recalls 300 SIG SAUER P226s（页面存档备份，存于）
  - North Carolina State Highway Patrol Buy SIG SAUER P226 in .357SIG（页面存档备份，存于）
  - Former CIA Officer Jason Hanson on How to Pick Self-Defense Ammunition: Guns for Beginners（页面存档备份，存于）
  - Gun Review: SIG SAUER P226 TACOPS（页面存档备份，存于）
  - SIG P226 Legion vs. Arex REX zero 1 Torture Test（页面存档备份，存于）
  - Showdown: SIG P229 Legion vs. SIG M11-A1（页面存档备份，存于）
- （英文）—Handguns Magazine.com—
  - SIG Sauer P226R Elite Dark Review（页面存档备份，存于）
  - Hogue Extreme Series Grips for the SIG P226
  - An Instant Trigger Job on a SIG P226（页面存档备份，存于）
  - Sig Sauer P226 USPSA
  - SIG X-Five
- （英文）—Gunblast.com—Sig Sauer MK25 & M11 9mm Semi-Automatic Service Pistols（页面存档备份，存于）
- （英文）—Home Defense Weapons—SIG Sauer P226 Review（页面存档备份，存于）
- （英文）—Tactical Life.com—
  - SIG SAUER MK25 9mm（页面存档备份，存于）
  - Top 10 Guns & Weapons For Law Enforcement Duty Guns（页面存档备份，存于）
  - Sig Sauer Desert Models – MK25 & M11-A1 Pistols（页面存档备份，存于）
  - 11 Street-Ready Handguns For Law Enforcement（页面存档备份，存于）
  - Top 7 Collectable & Commemorative Guns（页面存档备份，存于）
  - Top 18 Full-Size Guns From COMBAT HANDGUNS in 2014—SIG SAUER P226 ELITE SAO（页面存档备份，存于）
  - Leaving a Mark: Sig Sauer’s Commemorative Engraving（页面存档备份，存于）
  - 14 Long-Slide Handguns That Pack Maximum Power（页面存档备份，存于）
  - 11 Weapons of the Special Operations Forces（页面存档备份，存于）
  - SIGnified Sport Shooting: The 12 Pistols of the Sig Sauer XSERIES（页面存档备份，存于）
- （英文）—Personal Defense World.com—
  - Sig Sauer Tribal（页面存档备份，存于）
  - Tactical Reload Realities（页面存档备份，存于）
  - Sig Sauer P226 TacPac 9mm（页面存档备份，存于）
  - Preview: Sig Sauer X-SIX 9mm（页面存档备份，存于）
  - Sig Sauer's P226 XSeries | Competition Pistols（页面存档备份，存于）
  - Sig Sauer P226 Elite SAO 9mm Handgun | Gun Preview（页面存档备份，存于）
  - Testing Sig Sauer’s Smooth-Shooting P226 Elite SAO（页面存档备份，存于）
  - 8 .22 LR Rimfire Conversion Kits（页面存档备份，存于）
  - Gun Review: SIG Sauer P226 X-Five Short（页面存档备份，存于）
  - Meet the Sig Sauer X-Five Pistol Family（页面存档备份，存于）
  - CONCEALED CARRY HANDGUNS‘ 2015 Buyer’s Guide To Autopistols（页面存档备份，存于）
  - Detroit Woman Opens Fire On Would-Be Carjackers（页面存档备份，存于）
  - ‘Have It Your Way’ with Sig Sauer’s Modular P320 Series（页面存档备份，存于）
  - 16 Strong and Silent Threaded-Barrel Pistols（页面存档备份，存于）
  - 17 New Pistols For Self-Defense & Competition（页面存档备份，存于）
  - 27 Full-Sized Pistols From COMBAT HANDGUNS In 2015（页面存档备份，存于）
  - 13 Dependable .22 Rimfire Handguns（页面存档备份，存于）
- （英文）—SiG P226 Pistols（页面存档备份，存于）
- （英文）—Typicalshooter.com—Sig P226（页面存档备份，存于）
- （英文）—Military, Security and Civilian Guns and Equipment—SIG-Sauer P226（页面存档备份，存于）
- （英文）—YouTube上的MK25_Video.mov
- （英文）—YouTube上的Sig P226: "Warrior Excellence" Pt 1 by Nutnfancy
- （俄文）—Энциклопедия Вооружений－Зиг - Зауер П225, П226, П228, П229 (SIG - Sauer P225, P226, P228, P229)（页面存档备份，存于）
- （简体中文）—D Boy Gun World（槍炮世界）—SIG Sauer P226（页面存档备份，存于）
- （简体中文）—輕兵器—P系列手枪精彩续写 西格P226 E2系列手枪(一)
- （繁體中文）—Civilian Gunner—SIG SAUER P226（页面存档备份，存于）